# Liste der Kulturdenkmäler im Hamburger Bezirk Hamburg-Nord
Dies ist eine veraltete Liste. Maßgeblich sind die Listen der Kulturdenkmäler in Hamburg nach dem Hamburger Denkmalschutzgesetz vom 5. April 2013, die wegen ihrer Größe nach Stadtteilen aufgeteilt sind.
Die folgende Liste enthält die in der Denkmalliste ausgewiesenen Denkmäler auf dem Gebiet der Freien und Hansestadt Hamburg, Bezirk Hamburg-Nord.
Hinweis: Die Reihenfolge der Denkmäler in dieser Liste orientiert sich an den Stadtteilen und ist alternativ nach Denkmallistennummer, Straße oder Beschreibung sortierbar.
Basis ist die Denkmalliste (Stand: 21. November 2012) des Denkmalschutzamtes Hamburg. Diese enthält alle Objekte, die rechtskräftig nach dem Hamburger Denkmalschutzgesetz unter Denkmalschutz stehen (§ 5 DSchG HA) oder zumindest zeitweise standen. Darüber hinaus führt das Denkmalschutzamt eine noch umfangreichere Liste der erkannten Denkmäler (§ 7 a DSchG HA) mit den als schutzwürdig erkannten Objekten, für die das Gesetz bereits Auflagen bei Veränderungen bis zu einer möglichen Unterschutzstellung vorsieht.

| lfd. Nr. | Adresse | Kurzbeschreibung | Eintragung | Löschung   | Stadtteil    | Bild |
| -------- | --- | --- | ---------- | ---------- | ------------ | ---- |
| 623      | Alsterdorfer Straße 523 53° 37′ 6,3″ N, 10° 1′ 39,4″ O | Gesamtanlage Altes Krematorium in Alsterdorf, insbesondere bestehend aus dem ehemaligen Krematorium von 1890/91 (Entwurf Architekt P. Dorn) mit Erweiterung von 1911 (Architekt Ricardo Bahre), der Gartenanlage einschließlich einiger Grabmäler sowie dem mausoleumartigen Columbarium mit der Inschrift „Hinrich Gustav Hinsch“, der Treppenanlage und der Einfriedung. Die Kartierung der Gesamtanlage ist in der Denkmalliste hinterlegt. | 01.06.1981 |            | Alsterdorf   |      |
| 792      | Alsterkrugchaussee 418–442 53° 37′ 17,5″ N, 10° 0′ 39,4″ O | Gebäudegruppe von Siedlungsbauten der 1920er Jahre | 25.02.1986 |            | Alsterdorf   |      |
| 793      | Sengelmannstraße 171–185, Sengelmannstraße 169 53° 37′ 19,1″ N, 10° 0′ 43,3″ O | Gebäudegruppe von Siedlungsbauten der 1920er Jahre sowie das Gebäude Sengelmannstraße 169 als Umgebung der Gebäudegruppe | 25.02.1986 |            | Alsterdorf   |      |
| 946      | Alsterdorfer Straße 253, Carl-Cohn-Straße 60, 62, 64 53° 36′ 27,5″ N, 10° 0′ 18,9″ O | Siedlungsbau der 1920er Jahre, 1928/29 durch C. Plötz in Klinkerbauweise errichtet | 24.09.1990 |            | Alsterdorf   |      |
| 971      | Brabandstraße, Alsterdorfer Damm 53° 36′ 42,8″ N, 10° 0′ 3,6″ O | Gesamtanlage, bestehend aus Dammbrücke, dem Trafo-Haus samt anteiligem Grundstück, Treppenabgängen, Podesten, Terrassen und Mauern. Die Kartierung mit den Grenzen der Gesamtanlage ist in der Denkmalliste hinterlegt. | 15.07.1991 |            | Alsterdorf   |      |
| 1011     | Brabandstraße 1, 2 53° 36′ 44,6″ N, 10° 0′ 3″ O | Ensemble, insbesondere bestehend aus dem 1925 von Hermann Höger erbauten Doppelwohnhaus „Landhaus Höger“ mit seinem Vorgarten und dessen Bewuchs sowie den Eingangstoren, gleichzeitig Teil des Ensembles Brabandstraße 1, 2, 3. Die Kartierung mit den Grenzen der Ensembles ist in der Denkmalliste hinterlegt. Hinweis: Der Ensemble-Teil Brabandstraße 3 wurde am 20. November 2008 unter dieser Nummer in die Denkmalliste eingetragen. | 08.03.1993 |            | Alsterdorf   |      |
| 1011     | Brabandstraße 3 53° 36′ 45,2″ N, 10° 0′ 4,4″ O | 1929 von J. A. Schäfer erbautes Wohnhaus als Teil des Ensembles Brabandstraße 1, 2, 3, Nummern 1 und 2 mit Vorgarten, Vorgartengestaltung und Eingangstoren. Die Kartierung mit den Grenzen des Ensembles ist in der Denkmalliste hinterlegt. Hinweis: Das Ensemble Brabandstraße 1, 2 ist bereits seit dem 8. März 1993 unter dieser Nummer in der Denkmalliste verzeichnet. | 20.11.2008 |            | Alsterdorf   |      |
| 1600     | Kugelfang 24 53° 36′ 28,7″ N, 9° 59′ 39,5″ O | zwischen 1925 und 1938 errichteter Teil eines Doppelwohnhauses als Teil des Ensembles Alsterkrugchaussee 184–190, Wilhelm-Metzger-Straße 32, 34, Kugelfang 2–26. Hinweis: Der Ensemble-Teil Kugelfang 8 wurde am 4. November 2008 unter dieser Nummer in die Denkmalliste eingetragen, Alsterkrugchaussee 184 am 30. Juni 2010. | 04.07.2007 |            | Alsterdorf   |      |
| 1600     | Kugelfang 8 53° 36′ 26″ N, 9° 59′ 36,1″ O | 1936 bis 1937 nach Plänen des Architekten Willy Wegner entstandene Doppelhaushälfte als Teil des Ensembles Alsterkrugchaussee 184–190, WilhelmMetzger-Straße 32, 34, Kugelfang 2–26. Hinweis: Der Ensemble-Teil Kugelfang 24 wurde bereits am 4. Juli 2007 unter dieser Nummer in die Denkmalliste eingetragen, Alsterkrugchaussee 184 am 30. Juni 2010. | 04.11.2008 |            | Alsterdorf   |      |
| 1600     | Alsterkrugchaussee 184 | 1937 im Auftrag der Vera-Filmwerke AG errichtetes Gebäude als Teil des Ensembles Alsterkrugchaussee 184–190, Wilhelm-Metzger-Straße 32, 34, Kugelfang 2–26 Hinweis: Der Ensembleteil Kugelfang 24 wurde bereits am 4. Juli 2007 unter dieser Nummer in die Denkmalliste eingetragen, Kugelfang 8 am 4. November 2008. | 30.06.2010 |            | Alsterdorf   |      |
| 628      | Bramfelder Straße 138 (vorher 140–152) 53° 35′ 28,6″ N, 10° 3′ 25,4″ O | Kopfbau der ehemaligen Margarinefabrik Voss, einschließlich Inneneinrichtung der Eingangshalle mit dem ersten Lauf der Treppe. | 11.08.1981 |            | Barmbek-Nord |      |
| 697      | Hufnertwiete 1–3, 2–6, Hufnerstraße 36–44, Roggenkamp 6–8 53° 35′ 10,3″ N, 10° 2′ 32,6″ O | Siedlungsbau der 1920er Jahre | 07.12.1983 |            | Barmbek-Nord |      |
| 698      | Roggenkamp 1–5, Poppenhusenstraße 5, 7 53° 35′ 10,3″ N, 10° 2′ 36,3″ O | Siedlungsbau der 1920er Jahre | 07.12.1983 |            | Barmbek-Nord |      |
| 712      | Otto-Speckter-Straße 11–33 53° 35′ 54″ N, 10° 2′ 46″ O | Siedlungsbau der 1920er Jahre | 23.05.1984 |            | Barmbek-Nord |      |
| 713      | Meister-Francke-Straße 1, Hartzlohplatz 5–11 53° 36′ 10,7″ N, 10° 2′ 41,5″ O | Siedlungsbau der 1920er Jahre | 18.06.1984 |            | Barmbek-Nord |      |
| 723      | Dennerstraße 1, Habichtsplatz 9–15, Mildestieg 4–10 53° 35′ 47,8″ N, 10° 2′ 41″ O | Siedlungsbau der 1920er Jahre | 07.08.1984 |            | Barmbek-Nord |      |
| 724      | Eckmannsweg 1–11, Herbstsweg 2–14, Habichtsplatz 2–6, Habichtstraße 114–124, 126–130 und Wittenkamp 2–6 53° 35′ 44,6″ N, 10° 2′ 52,7″ O | Siedlungsbau der 1920er Jahre | 07.08.1984 |            | Barmbek-Nord |      |
| 725      | Habichtstraße 115–125, Lißmannseck 1–9, Schwalbenplatz 12–18 53° 35′ 42″ N, 10° 2′ 50,5″ O | Siedlungsbau der 1920er Jahre | 07.08.1984 |            | Barmbek-Nord |      |
| 726      | Heidhörn 9, Lißmannseck 2–4, Rosamstwiete 1–7, Schwalbenplatz 2–10 53° 35′ 39″ N, 10° 2′ 50,5″ O | Siedlungsbau der 1920er Jahre | 07.08.1984 |            | Barmbek-Nord |      |
| 727      | Heidhörn 11–15, Habichtstraße 101–113, Lißmannseck 6, Rosamstwiete 2–10 53° 35′ 39,5″ N, 10° 2′ 55″ O | Siedlungsbau der 1920er Jahre | 07.08.1984 |            | Barmbek-Nord |      |
| 732      | Meister-Francke-Straße 3, 5, Funhofweg 17, 18, Elligersweg 24, 26 53° 36′ 12,5″ N, 10° 2′ 40,3″ O | Siedlungsbau der 1920er Jahre | 11.09.1984 |            | Barmbek-Nord |      |
| 733      | Hartzlohplatz 1, 3, Lorichsstraße 30, Funhofweg 8, 10 53° 36′ 10,4″ N, 10° 2′ 37,8″ O | Siedlungsbau der 1920er Jahre | 11.09.1984 |            | Barmbek-Nord |      |
| 753      | Lorichsstraße 28 a, Hartzlohplatz 1 a 53° 36′ 9,1″ N, 10° 2′ 38,1″ O | ehemalige Polizeirevierwache aus den 1920er Jahren (jetzt Bürgerhaus) | 26.03.1985 |            | Barmbek-Nord |      |
| 777      | Schwalbenplatz 15 53° 35′ 42,2″ N, 10° 2′ 43,4″ O | der „Schwalbenhof“ als Gesamtanlage, bestehend aus dem Vordergebäude Schwalbenplatz 15, den Treppenanlagen beidseitig der Durchfahrt, den Außenanlagen mit Buchenhecke und den die Durchfahrt flankierenden Pappeln einschließlich der gemauerten Vorgarteneinfassung, Anlage des Siedlungsbaus der 1920er Jahre | 24.12.1985 |            | Barmbek-Nord |      |
| 778      | Heidhörn 2–6, Schwalbenstraße 73–75, Fuhlsbüttler Straße 176–180 53° 35′ 36,3″ N, 10° 2′ 44,1″ O | das „Laubenganghaus Heidhörn“ mit den gemauerten Vorgarteneinfassungen, den Treppenanlagen und der Bronzeplastik, Siedlungsbau der 1920er Jahre | 24.12.1985 |            | Barmbek-Nord |      |
| 787      | Fuhlsbüttler Straße 228, 230, Mildestieg 2 53° 35′ 46,3″ N, 10° 2′ 37,8″ O | Siedlungsbau der 1920er Jahre | 11.02.1986 |            | Barmbek-Nord |      |
| 791      | Habichtstraße 35, Meisenstraße 25 53° 35′ 24,4″ N, 10° 3′ 30,1″ O | Siedlungsbauten der 1920er Jahre einschließlich der gemauerten Vorgarteneinfassung | 18.02.1986 |            | Barmbek-Nord |      |
| 794      | Grögersweg 1–7 53° 35′ 46,9″ N, 10° 2′ 18,7″ O | Gesamtanlage, bestehend aus den Siedlungsbauten der 1920er Jahre mit Vorgartenstreifen einschließlich der Einfassung durch Mäuerchen und Hecken, Anlage des Siedlungsbaus der 1920er Jahre | 10.03.1986 |            | Barmbek-Nord |      |
| 795      | Rübenkamp 74–78 53° 35′ 46,5″ N, 10° 2′ 15,2″ O | Gesamtanlage, bestehend aus den Siedlungsbauten der 1920er Jahre mit Vorgartenstreifen einschließlich der Einfassung durch Mäuerchen und Hecken, Anlage des Siedlungsbaus der 1920er Jahre | 10.03.1986 |            | Barmbek-Nord |      |
| 796      | Wasmannstraße 26–32 53° 35′ 45,4″ N, 10° 2′ 17,5″ O | Gesamtanlage, bestehend aus den Siedlungsbauten der 1920er Jahre mit Vorgartenstreifen einschließlich der Einfassung durch Mäuerchen und Hecken, Anlage des Siedlungsbaus der 1920er Jahre | 10.03.1986 |            | Barmbek-Nord |      |
| 800      | Grögersweg 9, Rübenkamp 80, 80 a–c 53° 35′ 47,9″ N, 10° 2′ 16,7″ O | Gesamtanlage, bestehend aus den Siedlungsbauten der 1920er Jahre mit Vorgartenstreifen einschließlich der Einfassung durch Mäuerchen und Hecken, Anlage des Siedlungsbaus der 1920er Jahre | 06.05.1986 |            | Barmbek-Nord |      |
| 811      | Manstadtsweg 9–11, Meister-Francke-Straße 31–39, Meister-Bertram Straße 12–16, Prechtsweg 12–20 53° 36′ 23,4″ N, 10° 2′ 33,8″ O | Gesamtanlage, bestehend aus den Siedlungsbauten der 1920er Jahre, den Vorgärten mit den Mauern samt Geländer sowie den sonstigen Freiflächen, Anlage des Siedlungsbaus der 1920er Jahre. Die Kartierung mit den Grenzen der Gesamtanlage ist in der Denkmalliste hinterlegt. | 21.10.1986 |            | Barmbek-Nord |      |
| 837      | Rübenkamp 227 53° 36′ 23,9″ N, 10° 2′ 0″ O | ehemaliges Stationsgebäude des S-Bahnhofs Rübenkamp, zweigeschossiger Backsteinrohbau mit bekrönendem Dachreiter von 1913 | 15.06.1987 |            | Barmbek-Nord |      |
| 952      | Fuhlsbüttler Straße 220–226, Habichtsweg 1–5 und 2–6, Habichtsplatz 1–7 und Schwalbenplatz 17–19 53° 35′ 44,2″ N, 10° 2′ 40,8″ O | Gebäudegruppe von Siedlungsbauten der 1920er Jahre; in Abschnitten zwischen 1922 und 1927 nach Entwürfen der Architekten Marshall bzw. Plotz errichtet, Putzbauten mit einfachen klassizistischen Formelementen, die in der Tradition der Reformarchitektur der Jahre vor dem Ersten Weltkrieg stehen | 04.01.1991 |            | Barmbek-Nord |      |
| 1097     | Maurienstraße 19, 19 a, 21, Osterbekweg, Wiesendamm 3 53° 35′ 7,7″ N, 10° 2′ 41,3″ O | Gesamtanlage Museum der Arbeit mit Kulturzentrum (Zinnschmelze), bestehend aus dem Schulenburggebäude, dem Torhaus mit Bodenwaage, der Zinnschmelze, dem neuen Kesselhaus einschließlich Schornstein, dem Altbau am südlichen Abschnitt der Maurienstraße mit den Resten des Südflügels und des ehemaligen Kesselhauses einschließlich Schornsteinstumpf, der Einfriedung und Werksmauer einschließlich des Werkstors entlang der Maurienstraße und dem Osterbekweg sowie den gepflasterten Hofflächen Die Kartierung mit den Grenzen der Gesamtanlage ist in der Denkmalliste hinterlegt. | 20.08.1996 |            | Barmbek-Nord |      |
| 1241     | Tieloh 22, 24, 24 a, 26 53° 35′ 30,2″ N, 10° 3′ 7,1″ O | Ensemble Auferstehungskirche Barmbek, bestehend aus Kirche, Gemeindesaal, Zwischentrakt, Pastorat und Gartenhof; als Gruppe mit einer der frühen Betonkirchen in Hamburg 1913 von Camillo Günther entworfen | 24.01.2000 |            | Barmbek-Nord |      |
| 1368     | Wiesendamm 7 53° 35′ 11,5″ N, 10° 2′ 41,6″ O | 1939 entstandener Rundturm-Bunker | 05.02.2003 |            | Barmbek-Nord |      |
| 1722     | Fuhlsbüttler Straße südwestlich 417 a | Ensemble der ehemaligen Pathologie des Allgemeinen Krankenhauses Barmbek, bestehend aus dem Gebäude mit umgebender Pflasterung, der Freifläche mit gepflasterter Vorfahrt und der Einfriedungsmauer wie in der Denkmalliste kartiert, darüber hinaus Teil des Ensembles ehemaliges Allgemeines Krankenhaus Barmbek, Rübenkamp 148. Hinweis: Die weiteren Ensemble-Teile des ehemaligen Allgemeinen Krankenhauses Barmbek, Rübenkamp 148, wurden am 6. Aug. 2012 unter derselben Nummer in die Denkmalliste eingetragen. | 29.06.2009 |            | Barmbek-Nord |      |
| 1722     | Fuhlsbüttler Straße 387–401, 407–415, Hartzloh 25, Harkensee 1–3, 2–6, Andreas-Knack-Ring 1–11, 2–24, Rübenkamp 148, Wilhelm-Drexelius-Weg 1–7, 2–6, Alfred-Johann-Levy-Straße 1–5, 2–12, Lauensteinstraße                                  | Ensemble ehemaliges Allgemeines Krankenhaus Barmbek bestehend aus dem Verwaltungsbau, Wirtschaftsgebäude mit Kesselhaus und Wasserturm, Kasino, Pathologie, dem ehemaligen Krankenpavillon südlich des Wirtschaftsgebäudes, den nummerierten Gebäuden 18–29, 32–37, den Brunnenhäuschen und Skulpturen, dem alten Baumbestand in der gärtnerischen Anlage sowie der historischen Einfriedigung. Das Ensemble besteht aus den konstituierenden Bestandteilen Fuhlsbüttler Straße 391–395, 407, 415 a, Andreas-Knack-Ring 1–3, 2–14, 18–24, Wilhelm-Drexelius-Weg 1– 7, 2–6, Alfred-Johann-Levy-Straße 1–5, 8–12, Harkensee 1, 6, Rübenkamp 148 und den nicht konstituierenden Bestandteilen Fuhlsbüttler Straße 387, 389, 397–401, 409–415, Andreas-Knack-Ring 5–11, 16, Alfred-Johann-Levy-Straße 2–6, Harkensee 3, 2–4, Hartzloh 25, wie mit dem Bebauungsplan Barmbek Nord 33 vom 25. Juli 2012 festgelegt Das maßgebliche Stück des Bebauungsplanes und die ihm beigegebene Begründung sind beim Staatsarchiv zur kostenfreien Einsicht für jedermann niedergelegt. Hinweis: Der Ensemble-Teil Fuhlsbüttler Straße 415 a, Ensemble der ehemaligen Pathologie, wurde bereits am 29. Juni 2009 unter derselben Nummer in die Denkmalliste eingetragen. | 06.08.2012 |            | Barmbek-Nord |      |
| 1762     | Tieloh 28, Habichtstraße 75 53° 35′ 34,4″ N, 10° 3′ 6,1″ O | Schule Tieloh, Schulgebäude mit der Turnhalle, dem Pausenhof, der Einfriedung und dem Röhrenbunker zur Habichtstraße, errichtet zwischen 1913 und 1914 nach Plänen von Fritz Schumacher | 04.08.2009 |            | Barmbek-Nord |      |
| 1763     | Adlerstraße 30, Lämmersieth 72, 72 a 53° 35′ 16,1″ N, 10° 3′ 38,1″ O | Schule Lämmersieth, Schulgebäude mit Einfriedung, errichtet zwischen 1929 und 1930 nach Plänen von Fritz Schumacher | 04.08.2009 |            | Barmbek-Nord |      |
| 1764     | Genslerstraße 33, Rübenkamp 50 53° 35′ 36,7″ N, 10° 2′ 20,4″ O | Schule Rübenkamp, Schulgebäude mit Einfriedung, errichtet zwischen 1911 und 1913 nach Plänen von Fritz Schumacher | 04.08.2009 |            | Barmbek-Nord |      |
| 1765     | Langenfort 68, 70 53° 35′ 57,4″ N, 10° 2′ 55,7″ O | ehemalige Volksschule Langenfort, jetzt Kooperative Gesamtschule Benzenberg, Schulgebäude, errichtet von 1927 bis 1929 nach Plänen von Fritz Schumacher | 04.08.2009 |            | Barmbek-Nord |      |
| 1766     | Fraenkelstraße 1, 3 53° 35′ 54,4″ N, 10° 2′ 14,8″ O | ehemalige Volksschule Schaudinnsweg, jetzt Schule Fraenkelstraße, Schulgebäude mit straßenseitiger Einfriedung, errichtet zwischen 1929 und 1931 nach Plänen von Fritz Schumacher | 04.08.2009 |            | Barmbek-Nord |      |
| 772      | Kraepelinweg 25–33, Pinelsweg 9, 9a–11, Reyesweg 26–32 53° 34′ 51″ N, 10° 3′ 15,3″ O | „Heinrich-Groß-Hof“ als Gesamtanlage, insbesondere bestehend aus den aufgeführten Gebäuden mit den figürlichen Plastiken und mit der Eingangshalle am Pinelsweg einschließlich der Plastik des Schiffszimmerers und dem Porträtkopf von Heinrich Groß, den Vorgärten mit den Einfriedungen (Klinkermäuerchen und Betonsteinabdeckung), der „Terrasse“ mit Begrenzung an der Ecke Kraepelinweg/Pinelsweg (Mauer wie oben und Gitter) und der Treppenanlage an der Ecke Pinelsweg/Reyesweg, Anlage des Siedlungsbaus der 1920er Jahre | 26.11.1985 |            | Barmbek-Süd  |      |
| 786      | Winterhuder Weg 114–116, Mozartstraße 2 53° 34′ 36,9″ N, 10° 1′ 10,9″ O | Siedlungsbau der 1920er Jahre | 11.02.1986 |            | Barmbek-Süd  |      |
| 993      | Biedermannplatz 17, 19, Volkmannstraße 6, Weberstraße 18 53° 34′ 53,7″ N, 10° 1′ 54,8″ O | Bugenhagenkirche mit Nebengebäuden als Gesamtanlage, insbesondere bestehend aus dem Pastorat, der Kirche mit dem Gemeindesaal und den Nebenräumen mit der historischen Ausstattung (Christusfigur, Orgel, Gestühl, Beleuchtungskörper, Kachel- und Holzverkleidungen etc.) und dem bauplastischen Schmuck sowie dem Wohnhaus einschließlich der Freiflächen und den Begrenzungsmauern, 1927/29 nach den Entwürfen des hamburgischen Architekten Emil Heynen errichtet Die Kartierung mit den Grenzen der Gesamtanlage ist in der Denkmalliste hinterlegt. | 16.07.1992 |            | Barmbek-Süd  |      |
| 994      | Weidestraße, Elsastraße 53° 34′ 46,8″ N, 10° 2′ 5″ O | katholische Kirche St. Sophien als Gesamtanlage, insbesondere bestehend aus der im Jahre 1900 geweihten Kirche mit der anschließenden oktogonalen Sakristei sowie der Ausstattung | 15.10.1992 |            | Barmbek-Süd  |      |
| 1551     | Friedrichsberger Straße 53 53° 34′ 33,6″ N, 10° 2′ 52,9″ O | Ensemble des ehemaligen Ebenezer-Krankenhauses, bestehend aus dem Klinikgebäude mit dem Kapellenanbau und dem an die Straße vorgezogenen Ärzte-Wohnbau, wie mit dem Bebauungsplan Barmbek-Süd 12 festgelegt. Das maßgebliche Stück des Bebauungsplans und die ihm beigegebene Begründung sind beim Staatsarchiv zur kostenfreien Einsicht für jedermann niedergelegt. | 16.08.2006 |            | Barmbek-Süd  |      |
| 1649     | Schleidenstraße 2–6, Brucknerstraße 27–35, Ortrudstraße 37, 39, Lohkoppelstraße 46–54 53° 34′ 58,5″ N, 10° 2′ 4,6″ O | Ensemble „Schleidenhof“, bestehend aus dem 1905 bis 1906 erbauten Wohnkomplex mit Vorgartenbereich samt Mäuerchen und Straßenhof | 11.03.2008 |            | Barmbek-Süd  |      |
| 1757     | Brucknerstraße 53° 35′ 1,6″ N, 10° 1′ 57,6″ O | Turnhalle der zwischen 1910 und 1912 nach Plänen von Albert Erbe errichteten, ehemaligen Volksschule Schleidenstraße als Teil des Ensembles Osterbekstraße 96, Schleidenstraße, Brucknerstraße, ehemalige Volksschule Schleidenstraße, jetzt Landesarbeitsgericht Hamburg, Schulgebäude mit Turnhalle | 04.08.2009 |            | Barmbek-Süd  |      |
| 1758     | Uferstraße 10 53° 34′ 15,7″ N, 10° 2′ 20,2″ O | ehemalige Hauswirtschaftsschule, jetzt Staatliche Fachschule Sozialpädagogik, Schulgebäude mit Einfriedung und Skulptur, errichtet zwischen 1927 und 1928 nach Plänen von Fritz Schumacher, zugleich Teil des Ensembles Uferstraße 9, 10, Schulanlagen | 04.08.2009 |            | Barmbek-Süd  |      |
| 1759     | Humboldtstraße 89 53° 34′ 35,7″ N, 10° 1′ 19,3″ O | ehemalige Schule Humboldtstraße, jetzt Ilse-Löwenstein-Schule, benannt nach einer ehemaligen Schülerin, die 1941 nach Minsk deportiert und dort ermordet wurde, Schulgebäude, errichtet zwischen 1902 und 1906 nach Plänen von Albert Erbe, zur Ilse-Löwenstein-Schule gehört auch das ebenfalls denkmalgeschützte Gebäude der ehemaligen Volksschule Imstedt | 04.08.2009 |            | Barmbek-Süd  |      |
| 436      | Memeler Straße 53° 35′ 2,1″ N, 10° 3′ 38,9″ O | Memeldank-Gedenkstein. Hinweis: Der Gedenkstein ist seit dem 26. November 1985 auch als Teil der Anlage des Siedlungsbaus der 1920er Jahre unter der Nummer 773 in der Denkmalliste eingetragen. | 17.04.1956 |            | Dulsberg     |      |
| 773      | Zoppoter Straße 1–11, 2–8, Olivaer Straße 1–9, 2–12, Weichselmünder Straße 1–11, 2–12, Hohensteiner Straße 1–13, 2–14, Memeler Straße 1–7, 2–16, Elsässer Straße 8, 10, Dulsberg-Nord 13, Alter Teichweg 124–144 53° 35′ 1″ N, 10° 3′ 33″ O | Gesamtanlage, bestehend aus den Gebäuden und Freiflächen mit Gartenanlagen, Straßenflächen mit Kleinpflaster, „Denkmalecke“ mit Skulptur, zwei Reliefs und Inschrift sowie Bänken (Mahnmal an die Bombenopfer), Anlage des Siedlungsbaus der 1920er Jahre. Die Kartierung mit den Grenzen der Gesamtanlage ist in der Denkmalliste hinterlegt. Hinweis: Der Memeldank-Gedenkstein, jetzt auch Teil der Gesamtanlage, ist bereits seit dem 17. April 1956 unter der Nummer 436 in der Denkmalliste eingetragen. | 26.11.1985 |            | Dulsberg     |      |
| 802      | Schlettstadter Straße 2–4, 1–5, Mülhäuser Straße 2–10, 1–9, Elsässer Straße 15–19, Dulsberg-Süd 5, 6, 7 a, 7 b, Diedenhofer Straße 2, 6, 12, 18, Oberschlesische Straße 1–11 53° 34′ 59″ N, 10° 3′ 50″ O                                    | Gesamtanlage „Franksche Laubenganghäuser“, insbesondere bestehend aus den Gebäuden mit Gartenanlagen und Freiflächen, sämtlichen die Wege und Straßen begrenzenden Backsteineinfassungen, Treppenaufgängen und Pergola-Anlagen sowie den in den Wohnhöfen auf Sockeln aufgestellten Skulpturen des Bildhauers Ludolf Albrecht, Anlage des Siedlungsbaus der 1920er Jahre. Die Kartierung mit den Grenzen der Gesamtanlage ist in der Denkmalliste hinterlegt. | 16.06.1986 |            | Dulsberg     |      |
| 809      | Lothringer Straße 2–12, Metzer Straße 1–11 und 2–12, Forbacher Straße 1–11 und 212, Weißenburger Straße 1–11, Vogesenstraße 2–18, Straßburger Straße 1–17 53° 34′ 52″ N, 10° 3′ 34″ O                                                       | Gesamtanlage, bestehend aus den Siedlungsbauten der 1920er Jahre, den eingeschossigen Pavillons, den Mauern der Vorgärten und den Freiflächen, Anlage des Siedlungsbaus der 1920er Jahre Die Kartierung mit den Grenzen der Gesamtanlage ist in der Denkmalliste hinterlegt. | 21.10.1986 |            | Dulsberg     |      |
| 810      | Dulsberg-Süd 1, 1 a, 2, 3, 4, Elsässer Straße 12–28, Gebweiler Straße 1–15 und 218, Straßburger Platz 1–11, Weißenburger Straße 6–20 53° 34′ 56″ N, 10° 3′ 41″ O                                                                            | Gesamtanlage, bestehend aus den Siedlungsbauten der 1920er Jahre mit den begrünten Innenhöfen, den Vorgärten mit Hecken, der Plastik von Richard Kuöhl vor dem Postamt sowie den sonstigen Freiflächen, Anlage des Siedlungsbaus der 1920er Jahre. Die Kartierung mit den Grenzen der Gesamtanlage ist in der Denkmalliste hinterlegt. | 21.10.1986 |            | Dulsberg     |      |
| 1409     | Bredstedter Straße 26, Straßburger Straße 16–32, Dithmarscher Straße 51, 60, Schwansenstraße 15, 12–18, Elsässer Straße 30–36 53° 34′ 49″ N, 10° 3′ 44″ O                                                                                   | Ensemble von Siedlungsbauten der 1920er Jahre | 05.01.2004 |            | Dulsberg     |      |
| 1760     | Krausestraße 53, Lothringer Straße 1 53° 34′ 50,8″ N, 10° 3′ 27,5″ O | ehemalige Volksschule Ahrensburger Straße, jetzt Emil-Krause-Gymnasium, Schulgebäude mit Einfriedung, errichtet zwischen 1919 und 1923 nach Plänen von Fritz Schumacher | 04.08.2009 |            | Dulsberg     |      |
| 1761     | Alter Teichweg 200, 200 a 53° 35′ 14,7″ N, 10° 4′ 10,1″ O | ehemalige Volksschule Graudenzer Weg, jetzt Schule Alter Teichweg, Schulgebäude mit historischer straßenseitiger Einfriedung, errichtet zwischen 1929 und 1931 nach Plänen von Fritz Schumacher | 04.08.2009 |            | Dulsberg     |      |
| 1819     | Eulenkamp 41 | 1956 bis 1957 nach Plänen des Architekten Dr. John Suhr erbaute ehemalige Bücherhalle | 05.05.2010 |            | Dulsberg     |      |
| 1827     | Krausestraße 77, 79, Dithmarscher Straße 1–7, 7 a, 9, 9 a, 11–21 | in den 1950er Jahren entstandenes Wohnhochhaus mit eingeschossiger Ladenzeile als Ensemble | 21.09.2010 |            | Dulsberg     |      |
| 14       | Ludolfstraße 53° 35′ 32,7″ N, 9° 59′ 36,4″ O | St. Johannis in Eppendorf, schlichter einschiffiger Fachwerkbau aus der ersten Hälfte des 17. Jahrhunderts mit späteren Veränderungen. Backsteinturm von 1751 um einen mittelalterlichen runden Feldsteinkern. Hinweis: Die Umgebung der Kirche wurde am 5. Oktober 1923 unter der Nummer 35 und am 22. April 1925 unter der Nummer 49 in die Denkmalliste eingetragen. | 07.02.1922 |            | Eppendorf    |      |
| 35       | Heilwigstraße (121–125), Kellinghusenstraße (18–20), Faaßweg (8) | die in der Umgebung der St. Johanniskirche in Eppendorf, Denkmallisten-Nummer 14 vom 7. Februar 1922, liegenden unbebauten Plätze, die 1923 bis 1924 mit Siedlungsbauten bebaut wurden Die Kartierung der Umgebung ist in der Denkmalliste hinterlegt. Hinweis: Weitere Teile der Umgebung der Kirche sind am 22. April 1925 unter der Nummer 49 in die Denkmalliste eingetragen. Die Siedlungsbauten Heilwigstraße 121, 123, 125, Kellinghusenstraße 20 mit den Freiflächen wurden am 8. Januar 1996 unter der Nummer 1073 in die Denkmalliste eingetragen. | 05.10.1923 |            | Eppendorf    |      |
| 49       | Ludolfstraße 41 b, 43, 53, Tewessteg 4, 8, 10 53° 35′ 35,1″ N, 9° 59′ 32,5″ O | die Grundstücke Ludolfstraße, Tewessteg bis an die Alster mit dem Gemeindehaus Ludolfstraße 53, Tewessteg 8, 10, dem Gebäude Ludolfstraße 43 („Brahmskeller“), dem Gebäude Ludolfstraße 41 b und dem Weg an der Alster zwischen Tewessteg und Ludolfstraße sowie ein kleiner Teil der Ludolfstraße als Umgebung der St. Johanniskirche in Eppendorf (siehe Denkmallisten-Nummer 14 vom 7. Februar 1922), wie in der Denkmalliste kartiert. Hinweis: Weitere Teile der Umgebung der Kirche sind bereits am 5. Oktober 1923 unter der Nummer 35 in die Denkmalliste eingetragen. | 22.04.1925 |            | Eppendorf    |      |
| 349      | Ludolfstraße 19 53° 35′ 36,6″ N, 9° 59′ 26,8″ O | Landhaus, bestehend aus einem zweigeschossigen, zweiachsigen Backsteinmassivbau des ausgehenden 17. Jahrhunderts, einem vierachsigen, zweigeschossigen verputzten Fachwerkbau der Zeit um 1800 und aus einem Gartenflügel, der als Fachwerkbau mit Mansarddach um 1820 errichtet wurde | 19.09.1947 |            | Eppendorf    |      |
| 443      | Ludolfstraße 23 | Landhaus, verputzter Massivbau, zweigeschossig mit vier Achsen, erbaut um 1830/40 | 15.01.1958 | 20.03.1984 | Eppendorf    |      |
| 444      | Ludolfstraße 25 | Geburtshaus von Karl Scheffler | 15.01.1958 | 20.03.1984 | Eppendorf    |      |
| 566      | Heilwigstraße 158, 158 a, 158 b, 160, 162 53° 35′ 27,4″ N, 9° 59′ 45″ O | Kloster St. Johannis | 22.03.1977 |            | Eppendorf    |      |
| 598      | Eppendorfer Marktplatz 11 53° 35′ 36,2″ N, 9° 59′ 19,4″ O | ehemaliges Wohn- und Dienstgebäude des „Klostervogts“ des St. Johannis-Klosters | 18.09.1979 |            | Eppendorf    |      |
| 606      | Salomon-Heine-Weg 24, Meenkwiese 1 53° 35′ 54,1″ N, 9° 59′ 23,1″ O | zweigeschossige Villa in Backsteinrohbau mit flach geneigtem Schieferwalmdach, hervorgehobenen Mittelrisaliten und turmartigem Ausbau, erbaut um 1870/80 | 24.09.1980 |            | Eppendorf    |      |
| 621      | Heilwigstraße 140 53° 35′ 21,7″ N, 9° 59′ 46,8″ O | zweigeschossige Villa mit Walmdach, erbaut 1921/22 durch die Architekten Jacob & Ameis | 06.05.1981 |            | Eppendorf    |      |
| 654      | Arnold-Heise-Straße 27 53° 35′ 12,3″ N, 9° 59′ 24,3″ O | herrschaftliche Villa von 1922/23, in Holzbauweise erbaut von Gottfried Hagen | 04.05.1982 |            | Eppendorf    |      |
| 663      | Eppendorfer Landstraße 162–164 53° 35′ 43,1″ N, 9° 59′ 18,8″ O | Bestandteile der Gebäudegruppe von Siedlungsbauten der 1920er Jahre Eppendorfer Landstraße 148–170. Hinweis: Die Bestandteile der Gebäudegruppe Eppendorfer Landstraße 148–152 wurden am 29. November 1983 unter der Nummer 663 in die Denkmalliste eingetragen. | 11.11.1982 |            | Eppendorf    |      |
| 663      | Eppendorfer Landstraße 148–152 53° 35′ 40,1″ N, 9° 59′ 20,2″ O | Bestandteile der Gebäudegruppe von Siedlungsbauten der 1920er Jahre Eppendorfer Landstraße 148–170. Hinweis: Die Bestandteile der Gebäudegruppe Eppendorfer Landstraße 162–164 wurden am 11. November 1982 unter der Nummer 663 in die Denkmalliste eingetragen. | 29.11.1983 |            | Eppendorf    |      |
| 666      | Heilwigstraße 116 53° 35′ 15,6″ N, 9° 59′ 45,6″ O | ehemalige Bibliothek Warburg, erbaut 1926, heute Warburg-Haus | 17.12.1982 |            | Eppendorf    |      |
| 671      | Eppendorfer Baum 24 53° 35′ 2,2″ N, 9° 59′ 3″ O | Bestandteil der Gebäudegruppe Eppendorfer Baum 24–28, Hegestraße 62–68, Hegestieg 22 | 17.12.1982 |            | Eppendorf    |      |
| 687      | Schedestraße 13–17 53° 35′ 38″ N, 9° 58′ 58,6″ O | Beyling-Stift, Stiftsbau der 1920er Jahre | 27.09.1983 |            | Eppendorf    |      |
| 695      | Schedestraße 18–24 53° 35′ 37″ N, 9° 58′ 59,1″ O | Gesamtanlage Bürgermeister vom Kampe und Nicolaus van den Wouwer Gotteswohnungen, Stiftsbau der 1920er Jahre | 07.12.1983 |            | Eppendorf    |      |
| 696      | Lenhartzstraße 6 53° 35′ 10,5″ N, 9° 58′ 56,2″ O | Siedlungsbau der 1920er Jahre | 07.12.1983 |            | Eppendorf    |      |
| 730      | Kümmellstraße 5–7 53° 35′ 23,8″ N, 9° 59′ 3,4″ O | Verwaltungsgebäude (Bezirksamt Nord), 1953 bis 1959 nach Plänen des Architekten Paul Seitz errichtet, Ensemble Kümmellstraße 5, 7, Robert-Koch-Straße 17, 19 |            |            | Eppendorf    |      |
| 731      | Goernestraße 33 53° 35′ 20,8″ N, 9° 59′ 36″ O | zweigeschossiges Einfamilienwohnhaus von 1922/23 in Backsteinrohbauweise mit Walmdach, Architekten C. Eickmann und H. C. Schröder | 11.09.1984 |            | Eppendorf    |      |
| 746      | Robert-Koch-Stieg 2, 4 53° 35′ 18,3″ N, 9° 58′ 54,4″ O | Siedlungsbauten der 1920er Jahre | 28.01.1985 |            | Eppendorf    |      |
| 790      | Eppendorfer Landstraße 126 53° 35′ 36,5″ N, 9° 59′ 18,6″ O | Putzwohnhaus (ländlicher Handwerkerhaustyp) | 18.02.1986 |            | Eppendorf    |      |
| 861      | Isekai 20 53° 35′ 9,4″ N, 9° 59′ 37,2″ O | Jugendstil-Reihenvilla von 1904 mit Umbauten von 1933 | 12.01.1988 |            | Eppendorf    |      |
| 863      | Breitenfelder Straße 82–90, Haynstraße 40–44, Lenhartzstraße 31–33, Robert-KochStieg 1–7 53° 35′ 20,1″ N, 9° 58′ 54,3″ O | die Siedlungsbauten von 1933 bis 1938 | 15.02.1988 |            | Eppendorf    |      |
| 900      | Heilwigstraße 52 53° 35′ 5,8″ N, 9° 59′ 40,5″ O | 1906/07 von dem bekannten Architekten Grotjan errichtete Villa | 21.06.1989 |            | Eppendorf    |      |
| 1073     | Heilwigstraße 121, 123, 125, Kellinghusenstraße 20 53° 35′ 29,9″ N, 9° 59′ 35,3″ O | Backsteinbaukomplex als unbewegliches Baudenkmal und darüber hinaus mit seinen Freiflächen als Gesamtanlage von Siedlungsbauten der 1920er Jahre. Die Kartierung mit den Grenzen der Gesamtanlage ist in der Denkmalliste hinterlegt. Hinweis: Die Eintragung unter der Denkmallisten-Nummer 35 vom 22. April 1925 der Umgebung der St. Johanniskirche in Eppendorf (Denkmallisten-Nummer 14 vom 7. Februar 1922) bleibt weiterhin bestehen. | 08.01.1996 |            | Eppendorf    |      |
| 1234     | Curschmannstraße 2, Lenhartzstraße 1–5 53° 35′ 8,4″ N, 9° 58′ 52,9″ O | viergeschossiges Etagenhaus „Eppendorferbaum-Palais“ von 1910 | 05.10.1999 |            | Eppendorf    |      |
| 1240     | Goernestraße 37 53° 35′ 20,5″ N, 9° 59′ 38,4″ O | „Haus Strassburger“, nach Plänen von Erich Elingius 1923 errichtet | 08.12.1999 |            | Eppendorf    |      |
| 1275     | Heilwigstraße 118 53° 35′ 15,9″ N, 9° 59′ 45,8″ O | 1909/10 für den Architekten J. G. Rambatz durch das Architektenbüro Rambatz und Jolasse erbautes zweigeschossiges Wohnhaus | 21.12.2000 |            | Eppendorf    |      |
| 1341     | Ernst-Thälmann-Platz ohne Nummer 53° 35′ 43,2″ N, 9° 59′ 3,8″ O | 1939 bis 1940 entstandener Röhrenbunker | 14.08.2002 |            | Eppendorf    |      |
| 1376     | Martinistraße 52, Gebäude W 29 (vorher 26) 53° 35′ 25″ N, 9° 58′ 19″ O | „Erika-Haus“, 1912 bis 1914 nach Entwürfen von Fritz Schumacher erbautes Schwesternhaus, zum Universitätsklinikum Hamburg-Eppendorf gehörendes Gebäude | 06.05.2003 |            | Eppendorf    |      |
| 1392     | Martinistraße 52, Gebäude N 30 (vorher 72) 53° 35′ 37″ N, 9° 58′ 36″ O | 1913 bis 1926 nach Entwürfen von Fritz Schumacher erbaute Pathologische und weitere medizinische Institute, zum Universitätsklinikum Hamburg-Eppendorf gehörendes Gebäude (dort heute das Medizinhistorische Museum am UKE) | 25.08.2003 |            | Eppendorf    |      |
| 1465     | Ludolfstraße 66 53° 35′ 33,7″ N, 9° 59′ 36,5″ O | 1730 bis 1731 errichtetes und 1843 nach Plänen von Johann-Hinrich Klees-Wülbern durchgreifend umgebautes Pastorat der Kirche St. Johannis in Eppendorf | 16.03.2005 |            | Eppendorf    |      |
| 1590     | Arnold-Heise-Straße 25 53° 35′ 11,9″ N, 9° 59′ 25,4″ O | 1922 nach Entwürfen des Architekten Henry Grell erbautes Einfamilienhaus mit 1924 erfolgten inneren Umbauten als Teil des Ensembles Arnold-Heise-Straße 18–24 und 1925 | 16.04.2007 |            | Eppendorf    |      |
| 1662     | Curschmannstraße 30, 32 53° 35′ 13,8″ N, 9° 58′ 40,6″ O | 1929 nach Plänen des Architekten Ulrich Pierstorff erbautes Gebäude des Siedlungsbaus der 1920er Jahre mit Vorgarten und Einfriedung als Teil des Ensembles Curschmannstraße 30, 32, Breitenfelder Straße 68, 70 | 03.06.2008 |            | Eppendorf    |      |
| 1703     | Haynstraße 1, 3, Hegestraße 41 53° 35′ 7,4″ N, 9° 59′ 7,3″ O | das 1910 bis 1911 durch den Architekten G. J. Hupach errichtete Etagenwohnhaus mit dem Vorgarten und dessen Eisenzaun als eigenständiges Ensemble, darüber hinaus Teil des größeren Ensembles Hegestraße 39, 41, Haynstraße 1–7, 8, 10, 18, Beim Andreasbrunnen 1–9, 2–8, Loogestieg 4–10, 7–19, bestehend aus Gebäuden einschließlich Einfriedungen | 25.02.2009 |            | Eppendorf    |      |
| 1832     | Sudeckstraße 2, 4 | 1924 bis 1925 von den Brüdern Hans und Oskar Gerson errichtetes viergeschossiges Gebäude samt den Vorgärten und Einfriedungen als Teil des Ensembles Breitenfelder Straße 80, Haynstraße 29, 31, 33, Husumer Straße 37, Sudeckstraße 2, 4, 6 | 04.10.2010 |            | Eppendorf    |      |
| 90       | Alsterkrugchaussee 53° 37′ 36,7″ N, 10° 0′ 47,1″ O | der Taterberg, frühgeschichtlicher Grabhügel | 02.10.1930 |            | Fuhlsbüttel  |      |
| 682      | Hummelsbütteler Kirchenweg 4, Erdkampsweg 102 53° 37′ 59,8″ N, 10° 1′ 9,4″ O | Siedlungsbau der 1920er Jahre | 07.09.1983 |            | Fuhlsbüttel  |      |
| 750      | Alsterkrugchaussee 463–493, Zeppelinstraße 2–8 53° 37′ 31,4″ N, 10° 0′ 41,7″ O | Gebäudegruppe von Siedlungsbauten der 1920er Jahre | 05.03.1985 |            | Fuhlsbüttel  |      |
| 784      | Am Lustberg 14–22, Niedernstegen 11–19 53° 37′ 31,1″ N, 10° 0′ 49,6″ O | Gesamtanlage, bestehend aus den Siedlungsbauten der 1920er/1930er Jahre und den Außenanlagen mit Pappeln, Hecken und Mauern, Anlage des Siedlungsbaus aus den 1920er/1930er Jahren | 22.01.1986 |            | Fuhlsbüttel  |      |
| 1548     | Gnadenbergweg 1–35 53° 38′ 5,4″ N, 10° 2′ 6,6″ O | Wohnsiedlung von 1938/1939 nach Plänen von Oberbaurat a. D. Carl Brunke für den Bauverein zu Hamburg, Ensemble aus Wohngebäude mit der Umgebung (Vorraum, Hausgärten als Freiflächen), den zugehörigen Garagengebäuden sowie der heckengesäumten Einfahrt, wie mit dem Bebauungsplan Fuhlsbüttel 25 festgelegt Das maßgebliche Stück des Bebauungsplans und die ihm beigegebene Begründung sind beim Staatsarchiv zur kostenfreien Einsicht für jedermann niedergelegt. | 29.06.2006 |            | Fuhlsbüttel  |      |
| 1563     | Wacholderweg 32 53° 37′ 51,6″ N, 10° 1′ 32″ O | Teil des Ensembles Wacholderweg 7–19, 4–40, insbesondere bestehend aus den Anfang des 20. Jahrhunderts entstandenen ein- und zweigeschossigen Einzelwohnhäusern westlich und südlich am Rande des Parks, dem Park mit seinen Gestaltungselementen, Pflanzungen und Mauern, der 1910 bis 1911 nach einem Entwurf von Leberecht Migge angelegt wurde. Hinweis: Die Ensemble-Teile Wacholderweg 24 wurden am 24. September 2007 und Wacholderweg 14 am 6. Januar 2011 unter dieser Nummer in die Denkmalliste eingetragen. | 18.12.2006 |            | Fuhlsbüttel  |      |
| 1563     | Wacholderweg 24 53° 37′ 50,3″ N, 10° 1′ 29,7″ O | 1906 erbautes Einfamilienhaus als Teil des Ensembles Wacholderweg 7–19, 4–40, insbesondere bestehend aus den Anfang des 20. Jahrhunderts entstandenen ein- und zweigeschossigen Einzelwohnhäusern westlich und südlich am Rande des Parks, dem Park mit seinen Gestaltungselementen, Pflanzungen und Mauern, der 1910 bis 1911 nach einem Entwurf von Leberecht Migge angelegt wurde. Hinweis: Die Ensembleteile Wacholderweg 32 wurden bereits am 18. Dezember 2006 und Wacholderweg 14 am 6. Januar 2011 unter dieser Nummer in die Denkmalliste eingetragen. | 24.09.2007 |            | Fuhlsbüttel  |      |
| 1563     | Wacholderweg 14 | 1908 errichtetes Einzelwohnhaus, als Teil des Ensembles Wacholderweg 7–19, 4–12, 14 (nicht konstituierend), 16–24, 26 (nicht konstituierend), 28–40, Park. Hinweis: Die Ensembleteile Wacholderweg 32 wurden bereits am 18. Dezember 2006 und Wacholderweg 24 am 24. September 2007 unter dieser Nummer in die Denkmalliste eingetragen. | 06.01.2011 |            | Fuhlsbüttel  |      |
| 1567     | Farnstraße 43 53° 37′ 58,1″ N, 10° 1′ 15,6″ O | nach Plänen des Architekten Karl Schlothauer 1909 errichtetes Wohnhaus als Einzeldenkmal und Teil des Ensembles Farnstraße 43, 45, 49 | 05.02.2007 |            | Fuhlsbüttel  |      |
| 1572     | Heinrich-Traun-Straße 48, 52 53° 38′ 9,7″ N, 10° 1′ 47,2″ O 53° 38′ 9,9″ N, 10° 1′ 45,8″ O | Anfang der zwanziger Jahre des 20. Jahrhunderts errichtete Wohnhäuser als Teile des Ensembles Heinrich-Traun-Straße 30 a–56. Hinweis: Der Ensemble-Teil Heinrich-Traun-Straße 30 a wurde am 4. Juli 2007 unter dieser Nummer in die Denkmalliste eingetragen, Heinrich-Traun-Straße 50 am 30. Oktober 2007. | 20.02.2007 |            | Fuhlsbüttel  |      |
| 1572     | Heinrich-Traun-Straße 30 a 53° 38′ 8,3″ N, 10° 1′ 55,7″ O | 1927 nach Plänen des Architekten Hugo Gropp erbautes Wohnhaus als Teil des Ensembles Heinrich-Traun-Straße 30 a–56. Hinweis: Die Ensemble-Teile Heinrich-Traun-Straße 48, 52 wurden bereits am 20. Februar 2007 unter dieser Nummer in der Denkmalliste verzeichnet, Heinrich-Traun-Straße 50 am 30. Oktober 2007. | 04.07.2007 |            | Fuhlsbüttel  |      |
| 1572     | Heinrich-Traun-Straße 50 53° 38′ 9,8″ N, 10° 1′ 46,4″ O | 1928 nach Entwürfen des Architekten H. C. Eggers erbautes Einfamilienhaus als Teil des Ensembles Heinrich-Traun-Straße 30 a–56. Hinweis: Die Ensemble-Teile Heinrich-Traun-Straße 48, 52 wurden bereits am 20. Februar 2007 unter dieser Nummer in der Denkmalliste verzeichnet, Heinrich-Traun-Straße 30 a am 4. Juli 2007. | 30.10.2007 |            | Fuhlsbüttel  |      |
| 1591     | Nußkamp 24 53° 38′ 5,2″ N, 10° 1′ 39,9″ O | 1913 nach Plänen des Architekten Hermann Rohwer erbautes Einfamilienhaus als Einzeldenkmal und außerdem als Teil des Ensembles Nußkamp 24, 26 | 16.04.2007 |            | Fuhlsbüttel  |      |
| 1658     | Wilhelm-Raabe-Weg 23 53° 37′ 46,5″ N, 10° 0′ 36″ O | Ensemble, bestehend aus den 1942 bis 1943 von der Firma Kowahl & Bruns errichteten ehemaligen Zwangsarbeiterbaracken, Informationszentrum NS-Zwangsarbeit | 06.05.2008 |            | Fuhlsbüttel  |      |
| 1767     | Erdkampsweg 89 53° 37′ 57″ N, 10° 1′ 7″ O | ehemalige Realschule Alstertal, jetzt Gymnasium Alstertal, Schulgebäude mit Einfriedung, errichtet zwischen 1929 und 1930 nach Plänen von Fritz Schumacher | 04.08.2009 |            | Fuhlsbüttel  |      |
| 91       | Am Licentiatenberg, Weg beim Jäger 53° 36′ 51,6″ N, 9° 58′ 59,5″ O | der Licentiatenberg, frühgeschichtlicher Grabhügel | 02.10.1930 |            | Groß Borstel |      |
| 114      | Frustbergstraße 4 53° 36′ 33,9″ N, 9° 58′ 22,5″ O | das „Stavenhagen-Haus“ (Altes Schrödersches Herrenhaus), zweigeschossiger Ziegelrohbau mit eingeschossigem Wirtschaftsteil etwa auf dem Grundriss eines bodenständigen Bauernhauses. Erbaut 1703. Grundlegend instand gesetzt 1960/62 | 30.06.1937 |            | Groß Borstel |      |
| 749      | Alsterkrugchaussee 387–421 53° 37′ 12″ N, 10° 0′ 33,4″ O | Gebäudegruppe von Siedlungsbauten der 1920er Jahre | 05.03.1985 |            | Groß Borstel |      |
| 1057     | Frustbergstraße, Schrödersweg | Grabhügel Fundplatz 11, Teil einer Grabhügelgruppe der Bronzezeit | 15.05.1995 |            | Groß Borstel |      |
| 1081     | Lokstedter Damm 47 53° 36′ 29,5″ N, 9° 58′ 13,8″ O | Gesamtanlage, bestehend aus dem Gebäude und der Einfriedungsmauer, um 1908 erbaut | 02.04.1996 |            | Groß Borstel |      |
| 1083     | Niendorfer Weg 11 53° 36′ 37,1″ N, 9° 57′ 58,4″ O | Grabhügel Fundplatz 12, Teil einer Grabhügelgruppe der Bronzezeit | 17.04.1996 |            | Groß Borstel |      |
| 1339     | Moorweg 1 53° 36′ 34″ N, 9° 58′ 33,9″ O | reetgedecktes, um 1800 entstandenes Wohnwirtschaftsgebäude | 03.06.2002 |            | Groß Borstel |      |
| 1347     | Falkenried 7, 13, 23–29, Straßenbahnring 2–8, 12, 18, Straßenbahnstieg 1–29, 2–30 53° 34′ 53″ N, 9° 58′ 35″ O | Ensemble ehemalige Fahrzeugwerkstätten Falkenried, bestehend aus dem Pfortengebäude, den Verwaltungsgebäuden und Werkstatthallen. Die Kartierung des Ensembles ist in der Denkmalliste hinterlegt. | 17.09.2002 |            | Hoheluft-Ost |      |
| 1750     | Curschmannstraße 39 53° 35′ 16″ N, 9° 58′ 34″ O | Gymnasium Curschmannstraße, Schulgebäude mit Einfriedung, errichtet zwischen 1926 und 1928 nach Plänen von Fritz Höger | 04.08.2009 |            | Hoheluft-Ost |      |
| 1751     | Breitenfelder Straße 35, Löwenstraße 58 53° 35′ 14″ N, 9° 58′ 27″ O | ehemalige Volksschule Breitenfelder Straße, jetzt Gesamtschule Eppendorf, Schulgebäude, errichtet 1907 nach Plänen von Albert Erbe | 04.08.2009 |            | Hoheluft-Ost |      |
| 1845     | Löwenstraße 5 a, 5 b, 7 | Wohnterrassenhäuser mit Vorderhaus im westlichen Abschnitt der sogenannten Olga-Terrasse von 1891 bis 1892 als Teil des Ensembles Falkenried 10 a–f, 16, 16 d–g, 18, 18 a–g, 20, 22, 22–24, 24 a–g, 26, 26 a–g, 28, 30–32, 32 a–g, 34, 34 a–g, 36, 38, 38 a–d, 40, 40 a–d, 44 a, b, c, Löwenstraße 1, 3 a–b, 5 a–b, 7, 9–11, 11 a–b, 13, 13 a–b, 15, 17, 19, 19 a–b, 21, 21 a–b, 23, 25, 27, 27 a, 29, 29 a, 33, 33 a–d, 35, 35 a–d | 25.11.2010 |            | Hoheluft-Ost |      |
| 918      | Graumannsweg 54 53° 33′ 49,2″ N, 10° 1′ 19,9″ O | Einfamilien-Reihenhaus, errichtet um 1860 in der Tradition des romantischen Historismus | 19.12.1989 |            | Hohenfelde   |      |
| 1235     | Angerstraße 3 (vormals Lübecker Straße 54) 53° 33′ 33,2″ N, 10° 1′ 38,6″ O | ehemalige Polizeiwache, errichtet 1913/14 nach Plänen von Fritz Schumacher | 05.10.1999 |            | Hohenfelde   |      |
| 1756     | Angerstraße 4 53° 33′ 30,6″ N, 10° 1′ 39,6″ O | ehemalige Berufsschule Angerstraße, jetzt Staatliche Gewerbeschule Gastronomie und Ernährung G 11, Schulgebäude, errichtet zwischen 1926 und 1927 nach Plänen von Fritz Schumacher | 04.08.2009 |            | Hohenfelde   |      |
| 1789     | Graumannsweg 23 53° 33′ 48,6″ N, 10° 1′ 10,7″ O | 1875 erbaute Reihenvilla mit Einfriedung als Teil des Ensembles Graumannsweg 23, 25 | 03.11.2009 |            | Hohenfelde   |      |
| 599      | Tangstedter Landstraße 230, Wieleweg 1, 2, 3 53° 39′ 49,6″ N, 10° 1′ 25,4″ O | Gesamtanlage, insbesondere bestehend aus dem reetgedeckten Bauernhaus Tangstedter Landstraße 230, der reetgedeckten Scheune, der Hoffläche, Windschutzbäumen, Lattenzaun und Auffahrt. Das ehemalige Grundstück wurde aufgeteilt und teilweise neu bebaut mit den Gebäuden Wieleweg 1, 2, 3 | 16.10.1979 |            | Langenhorn   |      |
| 1037     | Tarpen 40, Essener Straße 2 53° 40′ 2″ N, 9° 59′ 37″ O | Gesamtanlage des ehemaligen Rüstungsbetriebes „Deutsche Messapparatebau GmbH“ („Messap“) aus der NS-Zeit, ab 1934/35 nach Plänen von Alfred Paul Richter gebaut, insbesondere bestehend aus den um zwei platzartige Flächen angeordneten Baulichkeiten einschließlich der in originaler Ausprägung erhaltenen Fahrstraßen mit Betonbelag, der Gartenanlage und der Einfriedung des Geländes Die Kartierung mit den Grenzen der Gesamtanlage ist in der Denkmalliste hinterlegt. | 07.03.1994 |            | Langenhorn   |      |
| 1135     | Langenhorner Chaussee 115 53° 38′ 33,3″ N, 10° 0′ 44,7″ O | ein von Fritz Höger um 1900 geplantes Stadthaus | 13.06.1997 |            | Langenhorn   |      |
| 1137     | Essener Straße 9–75 53° 40′ 13″ N, 9° 59′ 29″ O | Gesamtanlage „Schwarzwald-Siedlung“, bestehend aus den Gebäuden und den sie umgebenden Freiflächen | 18.06.1997 |            | Langenhorn   |      |
| 1386     | Eichenkamp 12, 14, Stockflethweg 130 53° 40′ 45,7″ N, 10° 0′ 59,3″ O | Ensemble St. Jürgen-Kirche, bestehend aus der 1938 bis 1939 nach Plänen des Architekten Gerhard Langmaack errichteten Kirche mit dem Gemeindesaal, dem Pastorat mit Anbau sowie dem gärtnerischen Vorfeld Die Kartierung des Ensembles ist in der Denkmalliste hinterlegt. | 04.08.2003 |            | Langenhorn   |      |
| 1568     | Bärenhof 32, 33, 34 53° 40′ 42,9″ N, 9° 59′ 55,8″ O | ehemaliges Landheim Ochsenzoll | 05.02.2007 |            | Langenhorn   |      |
| 1585     | Langenhorner Chaussee 266 53° 39′ 8,7″ N, 10° 0′ 30″ O | Hans-Henny-Jahnn-Orgel in der Ansgarkirche | 28.03.2007 |            | Langenhorn   |      |
| 1585     | Langenhorner Chaussee 266 53° 39′ 8,7″ N, 10° 0′ 30″ O | Ensemble, bestehend aus der 1929 bis 1930 nach Plänen der Architekten Hermann Geißler und Otto Wilkening erbauten Ansgarkirche mit dem Kriegerdenkmal und dem Hain neben der Kirche. Hinweis: Die Hans-Henny-Jahnn-Orgel in der Ansgarkirche wurde bereits am 28. März 2007 unter dieser Nummer in die Denkmalliste eingetragen. | 12.02.2008 |            | Langenhorn   |      |
| 1627     | Stockflethweg 82 53° 40′ 46,5″ N, 10° 0′ 31,9″ O | vermutlich gegen Ende des 18. Jahrhunderts errichtete Fachwerkkate mit Reetdach – | 12.11.2007 |            | Langenhorn   |      |
| 1638     | Tangstedter Landstraße 26 53° 38′ 51″ N, 10° 0′ 56″ O | 1929 nach Plänen des Architekten Walter Eplinius erbautes Einfamilienhaus mit integrierter Arztpraxis | 05.12.2007 |            | Langenhorn   |      |
| 1768     | Timmerloh 27, 29 53° 39′ 22″ N, 10° 1′ 20″ O | ehemalige Siedlungsschule Langenhorn, jetzt Fritz-Schumacher-Schule, Schulgebäude, errichtet zwischen 1929 und 1931 nach Plänen von Fritz Schumacher | 04.08.2009 |            | Langenhorn   |      |
| 1791     | Langenhorner Chaussee 560 53° 40′ 20″ N, 10° 0′ 29″ O | Das Ensemble Ochsenzoll, errichtet 1892 nach Plänen von Baudirektor Zimmermann und Bauinspektor Necker, zunächst als „landwirtschaftliche Kolonie“, der sogenannten „Irrenanstalt Friedrichsberg“, gegründet, 1898 bis 1899 als nunmehr reguläre Anstalt für psychisch Kranke, 1904 bis 1908 und 1910 bis 1914 erweitert. Das Ensemble besteht aus den konstituierenden Gebäuden Nr. 1, 2, 3, 5, 6, 7, 8, 9, 10, 11, 12, 14, 15, 16, 21, 22, 23, 25, 27, 28, 29, 30, 31, 33, 34, 35, 36, 40, 41, 42, 43, 44, 46, 50, 52, 53, 57, 59, 60, 62, 68, 101, 102, 105, 107, 108, 111, 125, 126, 127, zahlreichen einzelnen Pavillons, den Liegehallen sowie der parkartigen Grünanlage mit Wegenetz, den Baumreihen und -pflanzungen und den Einfriedungen, wie mit dem Bebauungsplan Langenhorn 22 festgelegt Das maßgebliche Stück des Bebauungsplans und die ihm beigegebene Begründung sind beim Staatsarchiv hinterlegt und für jedermann kostenfrei einzusehen. | 13.11.2009 |            | Langenhorn   |      |
| 564      | Ohlsdorfer Friedhof 53° 37′ 21″ N, 10° 2′ 30″ O 53° 37′ 22″ N, 10° 2′ 38″ O | vorgeschichtliche Grabhügel, Fundplätze 5, 7, 11–15 | 25.10.1976 |            | Ohlsdorf     |      |
| 703      | Am Hasenberge 1–19, Auf dem Kamp 1, 3, 2–14, Birnweg 1, 3 und 2, 4 Fuhlsbütteler Damm 80, 82 und Rübenhofstraße 1, 3 53° 37′ 26″ N, 10° 1′ 19″ O                                                                                            | Anlage des Siedlungsbaus der 1920er Jahre | 23.01.1984 |            | Ohlsdorf     |      |
| 757      | Suhrenkamp 98 53° 37′ 21″ N, 10° 1′ 8″ O | ehemaliges Torhaus der Justizvollzugsanstalt Suhrenkamp | 29.04.1985 |            | Ohlsdorf     |      |
| 775      | Am Hasenberge 45, Maienweg 272–304, Woermannstieg 1–5, Woermannsweg 1–7, 8 a–h, 9–14 53° 37′ 26″ N, 10° 1′ 38″ O | Gesamtanlage, insbesondere bestehend aus den Gebäuden einschließlich der Mauern der Vorgärten bzw. der Grundstückseinfriedung, den zur Wohnanlage gehörenden Straßen- und Wegeverbindungen sowie den Hof- und Gartenflächen, Anlage des Siedlungsbaus der 1920er Jahre Die Kartierung mit den Grenzen der Gesamtanlage ist in der Denkmalliste hinterlegt. | 17.12.1985 |            | Ohlsdorf     |      |
| 1316     | Ohlsdorfer Friedhof 53° 37′ 14″ N, 10° 2′ 17″ O | Grabmal Eckler, Grablage P8-177-181/185–186, 1905 nach Entwurf von Xaver Arnold aufwendig gestaltetes Grabdenkmal mit Bronzeapplikationen, Skulpturen- und Mosaikschmuck | 13.11.2001 |            | Ohlsdorf     |      |
| 1333     | Maienweg 270, Am Hasenberge 44 53° 37′ 20″ N, 10° 1′ 36″ O | Ensemble St. Marienkirche in Ohlsdorf, bestehend aus dem Kirchengebäude mit angeschlossenem Turm, dem Pastorat, dem freien Vorfeld mit gärtnerischer Gestaltung und dem Gemeindehaus mit Kindergarten, Büro und Gemeindesaal, 1958 bis 1960 erbaut nach Plänen von Bernhard Hopp | 26.02.2002 |            | Ohlsdorf     |      |
| 1382     | Wellingsbütteler Landstraße 59 53° 37′ 43,4″ N, 10° 2′ 2,6″ O | Ensemble Bauernhof in Ohlsdorf, bestehend aus einem vermutlich aus dem 18. Jahrhundert stammenden reetgedeckten Fachwerkhaus, aus einem neueren 1898 errichteten Wohn-/Wirtschaftsgebäude, Schweinestall und Scheune sowie einem Vorgarten mit Einfriedung, einer teilweise gepflasterten Hoffläche und einer Baum bestandenen Weide Die Kartierung des Ensembles ist in der Denkmalliste hinterlegt. | 22.07.2003 |            | Ohlsdorf     |      |
| 1400     | Struckholt 27, 29 53° 37′ 42″ N, 10° 1′ 53″ O | Ensemble Albert-Schweitzer-Gymnasium, 1953 bis 1962 nach dem Entwurf des Architekten Bernhard Hermkes errichteter Schulkomplex | 12.11.2003 |            | Ohlsdorf     |      |
| 1480     | Rübenkamp 326, 326 a 53° 36′ 53,5″ N, 10° 1′ 58,9″ O | Ensemble, insbesondere bestehend aus den beiden Backsteingebäuden Wohnhaus und Kutscherhaus, der Gartenanlage mit dem Wegenetz und dem Baumbestand sowie dem Brunnen und der Einfriedung, wie mit dem Bebauungsplan Ohlsdorf 13 festgelegt Das maßgebliche Stück des Bebauungsplans und die ihm beigegebene Begründung sind beim Staatsarchiv zur kostenfreien Einsicht für jedermann niedergelegt. | 29.08.2005 |            | Ohlsdorf     |      |
| 1860     | Frank’sche Siedlung: Wellingsbütteler Landstraße, Stüberedder, Stübekamp, Stübeheide, Kornweg, Am Stein, Övern Barg, Övern Block, Borstels Ende                                                                                             | Frank’sche Siedlung: Wellingsbütteler Landstraße 198 a–l, 200 a–r, 202 a–h, 228 a–i, 230 a–u, 232 a–k, 234 a–n, 242 a–g, Stüberedder 6–20, Stübekamp 1–125, 2–124, Stübeheide 140 a–o, 142 a–o, 144 a–o, Kornweg 13 a–m, 15 a–k, 17 a–h, Am Stein 1– 104, Övern Barg 2 a–g, 4 a–j, 6–68, 1–51, Övern Block 1 a–f, 3–37, 2–34 (34 a), 36–52, Borstels Ende 4 a–h, 6 a–h als Teil des Ensembles des Musterbauvorhabens Frank’sche Siedlung einschließlich der durch Hecken und Knicks gegliederten gärtnerischen Anlagen sowie zugehöriger baulicher Anlagen wie Pergolen, Freiplastiken, Stützmauern und Treppen in den Grenzen, wie mit der Verordnung vom 21. Februar 2011 festgelegt Das maßgebliche Stück der Rechtsverordnung ist beim Staatsarchiv zur kostenfreien Einsicht für jedermann niedergelegt. Die Kartierung mit den Grenzen des Ensembles ist in der Denkmalliste hinterlegt. Bezirksbezogenes Ensemble | 26.04.2011 |            | Ohlsdorf     |      |
| 447      | Schöne Aussicht 26 53° 34′ 17,2″ N, 10° 0′ 35,5″ O | Gebäude von 1868 nach Plänen von Martin Haller, Gästehaus des Senats | 15.01.1958 |            | Uhlenhorst   |      |
| 517      | Lerchenfeld 2, Uferstraße 53° 34′ 2″ N, 10° 1′ 53,8″ O | Eingangsbau der Staatlichen Hochschule für Bildende Künste mit der Zentralhalle mit Treppenanlage, den Glasfenstern von C. O. Czeschka in der Zentralhalle und dem Tafelbilderfries von W. v. Beckerath in der Aula, dazu die beiden Reliefs von R. Luksch außen am Hauptgebäude und am Nordflügel | 19.11.1971 |            | Uhlenhorst   |      |
| 570      | Lerchenfeld 14–18 53° 34′ 10,2″ N, 10° 1′ 43,8″ O | Hammonia-Bad | 24.08.1977 |            | Uhlenhorst   |      |
| 590      | Marienterrasse 12 53° 34′ 36,3″ N, 10° 0′ 48,6″ O | großbürgerliches, gründerzeitliches Wohngebäude in Backsteinrohbau von 1872/73 | 21.02.1979 |            | Uhlenhorst   |      |
| 625      | Marienterrasse 14 53° 34′ 37″ N, 10° 0′ 48,6″ O | großbürgerliches, gründerzeitliches Wohngebäude von 1872/73 | 15.06.1981 |            | Uhlenhorst   |      |
| 742      | Hebbelstraße 6, Winterhuder Weg 63, Schenkendorfstraße 30 53° 34′ 35,7″ N, 10° 1′ 7,8″ O | Bestandteile der Gebäudegruppe Hebbelstraße 6–8, Schenkendorfstraße 26–30, Winterhuder Weg 55–63, Anlage des Siedlungsbaus der 1920er Jahre. Hinweis: Der Ensemble-Teil Schenkendorfstraße 28 wurde am 9. Februar 2012 unter derselben Nummer in die Denkmalliste eingetragen. | 03.12.1984 |            | Uhlenhorst   |      |
| 742      | Schenkendorfstraße 28 | Mehrfamilienhaus, errichtet 1927 bis 1928 nach Plänen von Ernst Dehmlow, als Teil des Ensembles Hebbelstraße 6, 8, Schenkendorfstraße 26–30, Winterhuder Weg 55– 63 Hinweis: Die Ensemble-Teile Hebbelstraße 6, Winterhuder Weg 63, Schenkendorfstraße 30 wurden bereits am 3. Dezember 1984 unter derselben Nummer in die Denkmalliste eingetragen. | 09.02.2012 |            | Uhlenhorst   |      |
| 769      | Petkumstraße 20 53° 34′ 13,1″ N, 10° 1′ 17,5″ O | zweigeschossige Villa, erbaut um 1860 | 04.11.1985 |            | Uhlenhorst   |      |
| 942      | Schwanenwik 38 53° 34′ 5,1″ N, 10° 0′ 59,9″ O | „Literaturhaus“, um 1865 errichtetes Gebäude mit dem 1890 rückwärtig angebauten Festsaal | 12.07.1990 |            | Uhlenhorst   |      |
| 1289     | Averhoffstraße 15–19 (vorher 7) 53° 34′ 16,1″ N, 10° 1′ 29″ O | ehemaliges Verwaltungsgebäude des Waisenhauses, 1906 bis 1908 nach Plänen von Albert Erbe im Stil der holländischen Renaissance errichtet | 03.05.2001 |            | Uhlenhorst   |      |
| 1437     | Finkenau 35 53° 34′ 8,1″ N, 10° 2′ 2″ O | Ensemble, 1911 bis 1914 nach Plänen des hamburgischen Baudirektors Fritz Schumacher errichtete ehem. Frauenklinik als U-förmige Dreiflügelanlage und dem 1927 entstandenen Hörsaalanbau | 24.06.2004 |            | Uhlenhorst   |      |
| 1601     | Am Langenzug 5, 6 53° 34′ 36,8″ N, 10° 0′ 42,9″ O | 1881 nach Plänen des Architekten Carl Elvers errichtetes Doppelhaus als Ensemble | 04.07.2007 |            | Uhlenhorst   |      |
| 1614     | Fährhausstraße 23 53° 34′ 33,4″ N, 10° 0′ 42,8″ O | Ensemble, um 1870 erbautes, 1896 und 1916 umgebautes Wohnhaus mit straßenseitigem Eisenzaun | 04.09.2007 |            | Uhlenhorst   |      |
| 1670     | Schöne Aussicht 18 53° 34′ 12,2″ N, 10° 0′ 42″ O | um 1876 erbautes Wohnhaus mit Einfriedung als Ensemble | 25.08.2008 |            | Uhlenhorst   |      |
| 1677     | Gustav-Freytag-Straße 1 53° 34′ 24,8″ N, 10° 0′ 46,9″ O | vermutlich um 1885 errichtetes und mehrfach umgebautes Wohnhaus mit Einfriedung als Teil des Ensembles Gustav-Freytag-Straße 1, 3, 5 | 07.10.2008 |            | Uhlenhorst   |      |
| 1755     | Finkenau 42, 44 53° 34′ 6″ N, 10° 1′ 58,4″ O | ehemalige Hilfsschule an der Birkenau, Schulgebäude mit Einfriedung, errichtet zwischen 1912 und 1913 nach Plänen von Fritz Schumacher auf Grundlage eines Entwurfs von Albert Erbe 1907 | 04.08.2009 |            | Uhlenhorst   |      |
| 1855     | Papenhuder Straße 22 | etwa 1890 errichteter viergeschossiger Eckbau als Teil des Ensembles Papenhuder Straße 22–36, 36a, 38 | 24.01.2011 |            | Uhlenhorst   |      |
| 1867     | Höltystraße 17 | 1905 errichtetes fünfgeschossiges Eckhaus mit Einfriedung | 21.04.2011 |            | Uhlenhorst   |      |
| 1891     | Schwanenwik 32 | Etwa 1888 bis 1889 errichteter viergeschossiger zweispänniger Putzbau als Teil des Ensembles Schwanenwik 29–30, 32–36 Hinweis: Die Ensemble-Bestandteile Schwanenwik 33 und 34 wurden ebenfalls am 25. Januar 2012 unter derselben Nummer in die Denkmalliste eingetragen. | 25.01.2012 |            | Uhlenhorst   |      |
| 1891     | Schwanenwik 33 | etwa 1888 bis 1889 errichteter viergeschossiger zweispänniger Putzbau als Teil des Ensembles Schwanenwik 29–30, 32–36 Hinweis: Die Ensemble-Bestandteile Schwanenwik 32 und 34 wurden ebenfalls am 25. Januar 2012 unter derselben Nummer in die Denkmalliste eingetragen. | 25.01.2012 |            | Uhlenhorst   |      |
| 1891     | Schwanenwik 34 | etwa 1888 bis 1889 errichteter viergeschossiger zweispänniger Putzbau als Teil des Ensembles Schwanenwik 29–30, 32–36 Hinweis: Die Ensemble-Bestandteile Schwanenwik 32 und 33 wurden ebenfalls am 25. Januar 2012 unter derselben Nummer in die Denkmalliste eingetragen. | 25.01.2012 |            | Uhlenhorst   |      |
| 1902     | Immenhof 6, 8, 8a, 10, 12, Bei der St. Gertrudkirche, Eilenau, Uhlandstraße, Lerchenfeld, Schürbeker Straße | Ensemble St. Gertrud, bestehend aus der Kirche mit ihrer Ausstattung, den Pastoraten mit ihrer Ausstattung und der historischen Einfriedung, dem Denkmal und der Luthereiche sowie den umgebenden Grün- und Wasserflächen einschließlich der Kaimauer | 25.05.2012 |            | Uhlenhorst   |      |
| 459      | Maria-Louisen-Straße 114 53° 35′ 22,4″ N, 10° 0′ 21,2″ O | Bugenhagen-Denkmal, Werk des Bildhauers Engelbert Peiffer. 1885 im Hof des alten Johanneums am Speersort aufgestellt. Hinweis: Das Bugenhagen-Denkmal ist seit dem 25. Mai 1979 außerdem unter der Denkmallistennummer 591 als Bestandteil der Gesamtanlage Johanneum geschützt. | 23.10.1958 |            | Winterhude   |      |
| 576      | Ulmenstraße 17 53° 35′ 38,5″ N, 10° 0′ 9,7″ O | „Bleicherhaus“, traufständiger, eingeschossiger Putzbau, Krüppelwalmdach mit SPfannen. Erbaut 1858/59 durch den Bleicher Johann Hermann Prüßing | 31.05.1978 |            | Winterhude   |      |
| 591      | Maria-Louisen-Straße 114 53° 35′ 23″ N, 10° 0′ 23″ O | Gesamtanlage Johanneum. Hinweis: Das Bugenhagen-Denkmal wurde bereits am 23. Oktober 1958 unter der Nummer 459 in die Denkmalliste eingetragen. | 25.05.1979 |            | Winterhude   |      |
| 592      | Ulmenstraße 45/47 53° 35′ 44,3″ N, 10° 0′ 7,5″ O | Bleicherhaus, 1866 erbautes Doppelhaus | 27.06.1979 |            | Winterhude   |      |
| 593      | Ohlsdorfer Straße 20, 22 53° 35′ 44,9″ N, 10° 0′ 6,7″ O | Bleicherhaus, 1867 erbautes Doppelhaus | 27.06.1979 |            | Winterhude   |      |
| 603      | Ulmenstraße 48 53° 35′ 45,2″ N, 10° 0′ 8,7″ O | Bleicherhaus, erbaut 1858/59. Nach Teileinsturz am 15. Juni 1981, Abtragung mit anschließendem Wiederaufbau zwischen 1982 und 1983 | 16.07.1980 |            | Winterhude   |      |
| 620      | Otto-Wels-Straße 1 (ehemals Hindenburgstraße 1 b und 1 ö) 53° 35′ 50″ N, 10° 0′ 32″ O | ehemaliger Wasserturm mit Planetarium im Stadtpark mit einem ausgedehnten, von einer großen Brunnenanlage ausgehenden Wasserbecken als Gesamtanlage. Der Wasserturm wurde 1913/15 nach einem Entwurf des Dresdner Architekten O. Menzel errichtet. 1929/30 wurde das Planetarium in den Wasserturm eingebaut. Hinweis: Die Trinkhalle im Stadtpark wurde am 5. September 2011 unter dieser Nummer in die Denkmalliste eingetragen. Hindenburgstraße 1 (ehem. Sierisches Jägerhaus) wurde am 9. November 2000 unter der Nummer 1268 in die Denkmalliste eingetragen. | 31.03.1981 |            | Winterhude   |      |
| 620      | Südring 1 | Trinkhalle im Stadtpark errichtet 1915 bis 1916 nach Plänen von Fritz Schumacher als Einzeldenkmal und Bestandteil des Ensembles Stadtpark Hinweis: Der ehemalige Wasserturm mit Planetarium im Stadtpark wurde bereits am 31. März 1981 unter dieser Nummer in die Denkmalliste eingetragen. Hindenburgstraße 1 (ehem. Sierisches Jägerhaus) wurde am 9. November 2000 unter der Nummer 1268 in die Denkmalliste eingetragen. | 05.09.2011 |            | Winterhude   |      |
| 658      | Ohlsdorfer Straße 37 53° 35′ 47,1″ N, 10° 0′ 7,5″ O | Bleicherhaus, 1859 erbaut | 29.09.1982 |            | Winterhude   |      |
| 659      | Ohlsdorfer Straße 51–55, Bussestraße 54 53° 35′ 52,2″ N, 10° 0′ 11,5″ O | Georg-Buchecker-Wohnungen, erbaut 1922/23 nach dem Entwurf von Carl Brunke, Bestandteil der Gesamtanlage „Winterhuder Stifte“, Stiftsbauten der 1920er Jahre. Hinweis: Weitere Bestandteile der Gesamtanlage sind am 27. September 1983 und am 26. Juli 2004 unter der Nummer 659 in die Denkmalliste eingetragen. | 29.09.1982 |            | Winterhude   |      |
| 659      | Baumkamp 79–97, Ohlsdorfer Straße 61–63, Braamkamp 48–76, Efeuweg 41–51 und 56–66, Fiefstücken 1–13 und 2–14, Krochmannstraße 36–50 53° 35′ 59″ N, 10° 0′ 13″ O                                                                             | ehemaliges Rentnerheim Fiefstücken, erbaut 1929/31 nach Entwürfen von Klophaus, Schoch und zu Putlitz, Bestandteile der Gesamtanlage „Winterhuder Stifte“, Anlage des Siedlungsbaus der 1920er Jahre. Hinweis: Weitere Bestandteile der Gesamtanlage sind am 29. September 1982 und am 26. Juli 2004 unter der Nummer 659 in die Denkmalliste eingetragen. | 27.09.1983 |            | Winterhude   |      |
| 659      | Baumkamp 78–104, Baumtwiete 1–9, 2–10, Bussestraße 53 53° 35′ 56″ N, 10° 0′ 15″ O | Wohnanlage „Parkheim“, erbaut 1926/1927 nach Plänen der Architekten Puls und Richter, bestehend aus den Bauten, den Vorgartenmauern und den Freiflächen, Bestandteile der Gesamtanlage „Winterhuder Stifte“, Anlage des Siedlungsbaus der 1920er Jahre. Hinweis: Weitere Bestandteile der Gesamtanlage sind bereits am 29. September 1982 und am 27. September 1983 unter der Nummer 659 in die Denkmalliste eingetragen. | 26.07.2004 |            | Winterhude   |      |
| 664      | Großheidestraße 20–30, Martin-Haller-Ring 19–22, Meerweinstraße 9–13, Stammannstraße 20–24 53° 35′ 13″ N, 10° 1′ 32″ O | „Kranzhaus“, Bestandteil der Gesamtanlage „Jarrestadt“, Mustersiedlung der 1920er Jahre. Hinweis: Unter der Nummer 664 sind weitere Bestandteile der Gesamtanlage „Jarrestadt“ in der Denkmalliste verzeichnet. | 11.11.1982 |            | Winterhude   |      |
| 664      | Glindweg 2–12, Jarrestraße 21–25, Jean-Paul-Weg 1–17, Stammannstraße 2–6 53° 35′ 6″ N, 10° 1′ 20″ O | der Wohnblock als Bestandteil der Gesamtanlage „Jarrestadt“, Mustersiedlung der 1920er Jahre. Hinweis: Unter der Nummer 664 sind weitere Bestandteile der Gesamtanlage „Jarrestadt“ in der Denkmalliste verzeichnet. | 24.07.1984 |            | Winterhude   |      |
| 664      | Jean-Paul-Weg 2–18, Jarrestraße 27–29, Hölderlinsallee 1–17, Stammannstraße 8–10 53° 35′ 7″ N, 10° 1′ 23″ O | der Wohnblock als Bestandteil der Gesamtanlage „Jarrestadt“, Mustersiedlung der 1920er Jahre. Hinweis: Unter der Nummer 664 sind weitere Bestandteile der Gesamtanlage „Jarrestadt“ in der Denkmalliste verzeichnet. | 24.07.1984 |            | Winterhude   |      |
| 664      | Hanssensweg 1–7 53° 35′ 13″ N, 10° 1′ 13″ O | die Gebäude als Bestandteil der Gesamtanlage „Jarrestadt“, Mustersiedlung der 1920er Jahre. Hinweis: Unter der Nummer 664 sind weitere Bestandteile der Gesamtanlage „Jarrestadt“ in der Denkmalliste verzeichnet. | 17.10.1984 |            | Winterhude   |      |
| 664      | Großheidestraße 19, Meerweinstraße 12–16 53° 35′ 9″ N, 10° 1′ 32″ O | die Gebäude als Bestandteil der Gesamtanlage „Jarrestadt“, Mustersiedlung der 1920er Jahre. Hinweis: Unter der Nummer 664 sind weitere Bestandteile der Gesamtanlage „Jarrestadt“ in der Denkmalliste verzeichnet. | 11.12.1984 |            | Winterhude   |      |
| 664      | Stammannstraße 9–11, Jean-Paul-Weg 22–38, Hanssensweg 10–16 53° 35′ 12″ N, 10° 1′ 18″ O | die Gebäude als Bestandteil der Gesamtanlage „Jarrestadt“, Mustersiedlung der 1920er Jahre. Hinweis: Unter der Nummer 664 sind weitere Bestandteile der Gesamtanlage „Jarrestadt“ in der Denkmalliste verzeichnet. | 29.07.1985 |            | Winterhude   |      |
| 664      | Großheidestraße 35–47, Hanssensweg 22–28, Novalisweg 24 a–h, Stammannstraße 17–23 53° 35′ 15″ N, 10° 1′ 24″ O | „Otto-Stolten-Hof“, die Gebäude mit der Wäscherei im Innenhof sowie die Mauern der Vorgärten als Bestandteil der Gesamtanlage „Jarrestadt“, Mustersiedlung der 1920er Jahre. Hinweis: Unter der Nummer 664 sind weitere Bestandteile der Gesamtanlage „Jarrestadt“ in der Denkmalliste verzeichnet. | 26.11.1985 |            | Winterhude   |      |
| 664      | Semperstraße 88, 90, Großheidestraße 49, Hanssensweg 19 53° 35′ 18″ N, 10° 1′ 21″ O | die Gebäude mit den Mauern der Vorgärten als Bestandteil der Gesamtanlage „Jarrestadt“, Mustersiedlung der 1920er Jahre. Hinweis: Unter der Nummer 664 sind weitere Bestandteile der Gesamtanlage „Jarrestadt“ in der Denkmalliste verzeichnet. | 26.11.1985 |            | Winterhude   |      |
| 664      | Großheidestraße 29–33, Stammannstraße 16, 18 53° 35′ 12″ N, 10° 1′ 28″ O | Teil des 1928 nach Plänen des Architekten Otto Hoyer erbauten Ensembles Großheidestraße 21–33, Meerweinstraße 5, 7, Novalisweg 2–14, Stammannstraße 16, 18 mit Vorgartenbereich und Einfriedungsmauern, zugleich Bestandteil des Ensembles „Jarrestadt“, Mustersiedlung der 1920er Jahre. Hinweis: Unter der Nummer 664 sind weitere Bestandteile des Ensembles „Jarrestadt“ in der Denkmalliste verzeichnet. | 09.04.2008 |            | Winterhude   |      |
| 667      | Maria-Louisen-Straße 31 a (vorher 31) 53° 35′ 5,9″ N, 9° 59′ 53,8″ O | Villa, erbaut 1910 bis 1911 | 01.12.1982 |            | Winterhude   |      |
| 688      | Großheidestraße 1, 1a, 1b, 3, 5, 5a, 7, 9, Jarrestraße 52, 54, 58 53° 35′ 5″ N, 10° 1′ 38″ O | Gesamtanlage mit Hofbebauung | 27.09.1983 |            | Winterhude   |      |
| 721      | Ulmenstraße 25, 27 53° 35′ 40,7″ N, 10° 0′ 8,8″ O | Bleicherhaus; Doppelhaus, traufständiger, eingeschossiger Putzbau mit Satteldach, erbaut 1861 bis 1862 | 10.07.1984 |            | Winterhude   |      |
| 782      | Hauersweg 2–20, Georg-Thielen-Gasse 1–15, 2–4, Groothoffgasse 1–3, 2–10, Saarlandstraße 25, 25 a, 27, 29, 29 a 53° 35′ 14″ N, 10° 1′ 53″ O                                                                                                  | Gebäudegruppe von Siedlungsbauten der 1920er Jahre und deren Umgebung, bestehend aus den Freiflächen mit den Außenanlagen (Grünflächen, Mäuerchen, Hecken, Leuchten, Pappelbepflanzung usw.) sowie den Freiräumen um die beiden Pavillons Saarlandstraße 25 a und 29 a Die Kartierung mit den Grenzen der Gebäudegruppe und der Umgebung ist in der Denkmalliste hinterlegt. 74 | 08.01.1986 |            | Winterhude   |      |
| 828      | Ulmenstraße 33, 33 a–g (vorher a–e), 35, 35 a–h (vorher a–g) 53° 35′ 42,2″ N, 10° 0′ 8,3″ O | Gebäudegruppe von Bleicherhäusern von 1859 bis ca. 1865 und deren Umgebung, wie in der Denkmalliste kartiert | 02.03.1987 |            | Winterhude   |      |
| 846      | Maria-Louisen-Straße 1, 3, Leinpfad 29, 30 53° 35′ 3,3″ N, 9° 59′ 46,7″ O | Gebäudegruppe von Siedlungsbauten der 1920er Jahre | 06.11.1987 |            | Winterhude   |      |
| 851      | Andreasstraße 13 53° 34′ 57,2″ N, 10° 0′ 17,3″ O | Wohngebäude von ca. 1905 | 10.12.1987 |            | Winterhude   |      |
| 914      | Ulmenstraße 24 53° 35′ 40,8″ N, 10° 0′ 10,3″ O | Gesamtanlage, insbesondere bestehend aus dem 1864 errichteten Bleicherhaus gemeinsam mit dem westlichen Teil des ehemaligen Wirtschaftsgebäudes, dem Vorgarten und der gepflasterten Einfahrt Die Kartierung mit den Grenzen der Gesamtanlage ist in der Denkmalliste hinterlegt. | 23.10.1989 |            | Winterhude   |      |
| 966      | Ulmenstraße 18 53° 35′ 39,2″ N, 10° 0′ 10,9″ O | Gesamtanlage, insbesondere bestehend aus dem zwischen 1885 und 1888 errichteten Bleicherhaus Ulmenstraße 18 zusammen mit seinem Vorgarten, der Einfriedung und der seitlichen, gepflasterten Zufahrt bis zur Höhe der rückwärtigen Hausfront | 24.04.1991 |            | Winterhude   |      |
| 982      | Ohlsdorfer Straße 39 53° 35′ 47,8″ N, 10° 0′ 8,2″ O | ehemaliges Bleicherhaus (Vordergebäude) | 10.12.1991 |            | Winterhude   |      |
| 1009     | Moorfuhrtweg 9 53° 35′ 4,6″ N, 10° 0′ 31,1″ O | „Goldbekhof“, Gesamtanlage, insbesondere bestehend aus den Bauwerken von 1889–1907 der ehemaligen Desinfektionsmittelfabrik (Lysol) Schülke und Mayr sowie dem modernen Anbau einer Mehrzweckhalle von 1980 einschließlich der Hoffläche und der Uferbefestigung Die Kartierung mit den Grenzen der Gesamtanlage ist in der Denkmalliste hinterlegt. | 02.03.1993 |            | Winterhude   |      |
| 1015     | Ulmenstraße 8 53° 35′ 36,7″ N, 10° 0′ 11,8″ O | Gesamtanlage, bestehend aus dem Vorderhaus von 1857 mit Umbauten von 1874 und 1897 und dem Vorgarten sowie dessen Umfriedung Die Kartierung mit den Grenzen der Gesamtanlage ist in der Denkmalliste hinterlegt. | 14.04.1993 |            | Winterhude   |      |
| 1036     | Goldbekplatz 2 53° 35′ 2,3″ N, 10° 0′ 32,3″ O | ehemalige Maschinenfabrik Rieck & Melzian, Gesamtanlage, insbesondere bestehend aus dem 1908 errichteten, fünfgeschossigen Fertigungsgebäude mit Verwaltungstrakt als unbewegliches Baudenkmal, der Zufahrt, der Hoffläche mit der historischen Pflasterung und den Details (zum Beispiel Radabweiser am Verwaltungsgebäude) und den Kaimauern am Mühlenkampkanal und im Bereich seiner Einmündung in den Goldbekkanal Die Kartierung mit den Grenzen der Gesamtanlage ist in der Denkmalliste hinterlegt. 63 | 24.02.1994 |            | Winterhude   |      |
| 1077     | Leinpfad 64 53° 35′ 12,1″ N, 9° 59′ 50,7″ O | Gesamtanlage, bestehend aus dem Gebäude mit seiner Ausstattung, der Einfriedung sowie dem Vorgarten und dem Hausgarten mit seiner Wegeführung und dem Pavillonfundament einschließlich des Hafens mit seinen Mauern | 25.03.1996 |            | Winterhude   |      |
| 1221     | Hindenburgstraße 43 (vorher auch 45), Bruno-Georges-Platz 2 53° 36′ 12″ N, 10° 0′ 40″ O | Ensemble ehemalige Hindenburgkaserne, bestehend aus dem Wirtschaftsgebäude, dem ehemaligen Stabsgebäude, den Unterkunftsgebäuden, dem Exerzierplatz, dem Arkadengang, der Einfriedung an der Hindenburgstraße und dem Eingangstor im Nordosten. Die Kartierung mit den Grenzen des Ensembles ist in der Denkmalliste hinterlegt. | 01.06.1999 |            | Winterhude   |      |
| 1252     | Semperstraße 24–32 (vorher 24–30, 36, 38), Geibelstraße 46 a, 46 b 53° 35′ 6,9″ N, 10° 0′ 57,2″ O | Ensemble des ehemaligen Fabrikgeländes der Firma Maihak AG, bestehend aus dem Verwaltungs- und Bürogebäude, den Hallen und dem Werkstattgebäude | 04.07.2000 |            | Winterhude   |      |
| 1268     | Otto-Wels-Straße 1 (ehemals Hindenburgstraße 1) 53° 35′ 53,4″ N, 10° 0′ 49,5″ O | 1885 im Auftrag von Adolph Sierich für den Aufseher seines Jagdreviers errichtetes Doppelhaus | 09.11.2000 |            | Winterhude   |      |
| 1445     | Agnesstraße 1 53° 34′ 51,1″ N, 10° 0′ 0,2″ O | Ensemble, bestehend aus dem 1908 für Dr. Oscar Troplowitz nach Plänen des Berliner Architekten William Müller erbauten Wohnhaus und der Einfriedung | 05.08.2004 |            | Winterhude   |      |
| 1479     | Leinpfad 102 53° 35′ 30,6″ N, 9° 59′ 48,4″ O | „Villa Barbara“, 1924/1926 nach Plänen des Architekten R. Linnemann erbaute Villa | 10.08.2005 |            | Winterhude   |      |
| 1547     | Maria-Louisen-Straße 132 53° 35′ 30,4″ N, 10° 0′ 26,3″ O | 1924/1925 nach Plänen der Architekten Alfred Jacob und Otto Ameis errichtetes Wohnhaus | 29.06.2006 |            | Winterhude   |      |
| 1574     | Sierichstraße 1 53° 34′ 43,1″ N, 10° 0′ 31,7″ O | 1892 erbautes Reihenhaus mit Einfriedung als Teil des Ensembles Sierichstraße 1–7 (Gebäude mit Einfriedungen). Hinweis: Die Ensemble-Teile Sierichstraße 3, 5, 7 (Gebäude mit Einfriedungen) wurden am 26. Januar 2009 unter dieser Nummer in die Denkmalliste eingetragen. | 05.03.2007 |            | Winterhude   |      |
| 1574     | Sierichstraße 3, 5, 7 53° 34′ 43,7″ N, 10° 0′ 31,3″ O | 1892 von Karl Kohss errichtete Einfamilienhäuser mit Einfriedung als Teile des Ensembles Sierichstraße 1–7 (Gebäude mit Einfriedungen). Hinweis: Der Ensemble-Teil Gebäude Sierichstraße 1 mit Einfriedung ist bereits seit dem 5. März 2007 unter dieser Nummer in der Denkmalliste eingetragen. | 26.01.2009 |            | Winterhude   |      |
| 1579     | Bebelallee 10, 11 53° 35′ 46,3″ N, 9° 59′ 39,4″ O | Bebelallee 10, 1923 bis 1924, und Bebelallee 11, 1922 bis 1923 nach Entwürfen des Architekten Hinsch erbaute Einfamilienwohnhäuser, als Teile des Ensembles Kanalisierte Alster, dessen Ausdehnung in der Denkmalliste kartiert ist | 20.03.2007 |            | Winterhude   |      |
| 1676     | Barmbeker Straße 175 53° 35′ 33,6″ N, 10° 0′ 4,7″ O | 1912 bis 1913 nach Plänen des Architekten Kurt Gottzmann errichtetes Etagenwohnhaus als Teil des Ensembles Barmbeker Straße 171–177, Dorotheenstraße 159, 161, Eppendorfer Stieg 2–10, Flemingstraße 1–13 | 07.10.2008 |            | Winterhude   |      |
| 1676     | Barmbeker Straße 171, Dorotheenstraße 161 53° 35′ 32,9″ N, 10° 0′ 6,5″ O | 1911 bis 1912 errichtetes fünfgeschossiges Etagenwohnhaus als Teil des Ensembles Barmbeker Straße 171–177, Dorotheenstraße 159, 161, Flemingstraße 1–13, Eppendorfer Stieg 2–10. Hinweis: Der Ensemble-Teil Barmbeker Straße 175 wurde bereits am 7. Oktober 2008 unter dieser Nummer in die Denkmalliste eingetragen. | 25.02.2009 |            | Winterhude   |      |
| 1752     | Grasweg 72 53° 35′ 33″ N, 10° 0′ 38″ O | ehemalige Lichtwarkschule, jetzt Heinrich-Hertz-Schule, Schulgebäude, errichtet zwischen 1916 und 1925 nach Plänen von Fritz Schumacher | 04.08.2009 |            | Winterhude   |      |
| 1753     | Meerweinstraße 26, 26 a, 28, 28 a 53° 35′ 14″ N, 10° 1′ 38″ O | ehemalige Volksschule Wiesendamm, jetzt Zweigstelle der Stadtteilschule Winterhude, Schulgebäude mit Einfriedung an der Straße, errichtet zwischen 1929 und 1930 nach Plänen von Fritz Schumacher | 04.08.2009 |            | Winterhude   |      |
| 1754     | Forsmannstraße 32, 34 53° 35′ 5″ N, 10° 0′ 50″ O | Schule Forsmannstraße, Schulgebäude mit Einfriedung, errichtet zwischen 1908 und 1910 nach Plänen von Albert Erbe | 04.08.2009 |            | Winterhude   |      |
| 1824     | Lattenkamp 13, 15, Lattenkampstieg 2, 4 | 1929 bis 1930 von Friedrich Steineke errichteter Siedlungsbau mit Einfriedung am Lattenkampstieg, Teil des Ensembles von Siedlungsbauten der 1920er Jahre Lattenkamp 13–29, Lattenkampstieg 2, 4 mit Einfriedung am Lattenkampstieg | 20.07.2010 |            | Winterhude   |      |
| 1846     | Ulmenstraße 38, 40 | 1905 nach Plänen des Architekten Ernst Friedheim errichtetes und 1933 umgebautes Wohnhaus als Teil des Ensembles Ulmenstraße (Buchenstraße, Grasweg, Ohlsdorfer Straße, Ulmenstraße), wie in der Denkmalliste kartiert Hinweis: Ulmenstraße 23 wurde als Teil des Ensembles unter der gleichen Nummer am 7. April 2011 in die Denkmalliste eingetragen; Ulmenstraße 17 unter der Nummer 576 am 31. Mai 1978, Ulmenstraße 45, 47 unter der Nummer 592 am 27. Juni 1979, Ulmenstraße 48 unter der Nummer 603 am 16. Juli 1980, Ulmenstraße 25, 27 unter der Nummer 721 am 10. Juli 1984, Ulmenstraße 33, 33 a–g, 35, 35 a–h unter der Nummer 828 am 2. März 1987, Ulmenstraße 24 unter der Nummer 914 am 23. Oktober 1989, Ulmenstraße 8 unter der Nummer 1015 am 14. April 1993 und Ulmenstraße 18 unter der Nummer 966 am 24. April 1991. | 25.11.2010 |            | Winterhude   |      |
| 1846     | Ulmenstraße 23 | zwischen 1867 und 1878 von dem Bleicher Claus Ellerbrock errichtetes Wohnhaus als Teil des Ensembles Ulmenstraße (Buchenstraße, Grasweg, Ohlsdorfer Straße, Ulmenstraße), wie in der Denkmalliste kartiert. Hinweis: Der weitere Teil des Ensembles, Ulmenstraße 38, 40, wurde unter der gleichen Nummer am 25. November 2010 in die Denkmalliste eingetragen; Ulmenstraße 17 wurde unter der Nummer 576 am 31. Mai 1978 in die Denkmalliste eingetragen, Ulmenstraße 45, 47 unter der Nummer 592 am 27. Juni 1979, Ulmenstraße 48 unter der Nummer am 603 am 16. Juli 1980, Ulmenstraße 25, 27 unter der Nummer 721 am 10. Juli 1984, Ulmenstraße 33, 33 a–g, 35, 35 a–h unter der Nummer 828 am 2. März 1987, Ulmenstraße 24 unter der Nummer 914 am 23. Oktober 1989, Ulmenstraße 18 unter der Nummer 966 am 24. April 1991 und Ulmenstraße 8 unter der Nummer 1015 am 14. April 1993. | 07.04.2011 |            | Winterhude   |      |
| 1861     | Agnesstraße 53 | 1901 bis 1902 nach Plänen des Architekten William Rzekonski erbaute Reihenvilla als Teil des Ensembles Agnesstraße 11–23, 31–55, Mövenstraße 2, 4, 6, 7, 8, 10 | 22.03.2011 |            | Winterhude   |      |